# Kfz. 305
Das Kraftfahrzeug 305 (kurz: Kfz. 305) war ein Fahrzeug mit Kofferaufbau, das für verschiedenste Aufgaben entwickelt und von der Luftwaffe während des Zweiten Weltkrieges eingesetzt wurde.

## Namensgebung
Das Kfz. 305 wurde in der zweiten Jahreshälfte 1940 eingeführt, als die in den 1930er Jahren gebauten Typen allmählich ausliefen und die Lkw-Produktion sich auf die im Schell-Plan festgelegten Standardtypen beschränkte. Die neuen Typen bauten alle auf den mittleren Lastkraftwagen 3 t (Dreitonner) mit geschlossenem Kofferaufbau auf. Als Fahrwerk wurde das Standardfahrwerk („S“, 4×2), seltener das Allradfahrwerk („A“, 4×4) verwendet.
Die Bezeichnung LC-Koffer ist in der Literatur weit verbreitet, wobei die Abkürzung selten erläutert wird. Festgestellt werden kann dazu, dass die Bezeichnung LC im Oktober 1933 frühestens in Dokumenten auftritt. Als Hintergrund zu den Entwicklungsabteilungen ist bekannt, dass vor Oktober 1933 die Technische Abteilung (B II) dem Allgemeinen Amt (LB) unterstellt war. Ab Oktober kam es zu einer Umgliederung des Reichsluftfahrtministeriums (kurz: RLM). Im Zuge dessen wurde die Technische Abteilung zum Technischen Amt (LC: Luftfahrtamt, Abteilung C) reorganisiert und dem damaligen Staatssekretär der Luftfahrt (Generaloberst Erhard Milch) unmittelbar unterstellt. Dazu gehörten die drei Abteilungen Forschung (LC I), Prüfwesen (LC II) und Beschaffung (LC III). Da alle drei Abteilungen an der Entwicklung des neuen und einheitlichen Kofferaufbaus beteiligt waren, wurde der Aufbau nachfolgend LC-Koffer genannt.

## Entwicklung
Um den Transport wirtschaftlicher und leichter gestalten, einen einheitlichen Nachschub sicherstellen und die Instandsetzung, Bedienung und Wartung einfacher gestalten zu können, wurde bei der Luftwaffe der LC-Koffer entwickelt.
Die genaue Bezeichnung des Aufbaus lautete geschlossener Einheits-Aufbau der Luftwaffe, zerlegbar auf mittleren Lastkraftwagen (handelsüblich), LC-Koffer (motorisiert) Kraftfahrzeug 305/.... Dieser LC-Koffer war ein geschlossener und als Ganzes absetzbarer Fahrzeugaufbau auf den 3-t-Fahrzeugen der Luftwaffe. In ihm wurden motorisierte Geräteeinheiten wie zum Beispiel Nachrichtenstationen für Funk und Draht, Laboratorien, Werkstätten, Gerätelager und dergleichen untergebracht. Weiterhin konnte er als Mannschaftstransport-, Aufenthalts- oder Küchenfahrzeug genutzt werden. Außerdem ließ sich der Aufbau auf den Boden setzen und für andere Zwecke verwenden. Außerdem konnte er auf Pritschen-Lkw oder Pritschen-Anhänger aufgesetzt werden. Das Hauptaugenmerk lag bei der Entwicklung auf einer vollständigen Trennung von Fahrgestell und Aufbau. Da der Koffer aus sechs einzelnen Teilen bestand, musste im Schadensfall mitunter nur ein Teil neu beschafft werden, was leichter war, als einen kompletten Koffer anfordern zu müssen.
Der LC-Koffer wurde auf die meisten handelsüblichen Fahrgestelle aufgesetzt und um 1940 eingeführt. Dazu zählten der Opel-Blitz 3 t, 3,6 m Radstand, handelsüblich, der Opel 3 t S, der Opel 3 t A, der Daimler-Benz Lgf 3000, der Daimler-Benz L 3000 S, der Daimler-Benz L 3000 A, der Chevrolet 3 t, der Ford 3 t und der Oldsmobile 3 t. Die genauen Gewichtsdaten sind in der oberen Tabelle zu finden. In den Tropen war laut Dienstvorschrift nur eine 75-prozentige Zuladung vorgesehen. Weitere Fahrzeuge mit LC-Koffer waren der Borgward B 3000 S, der Borgward B 3000 A, der Klöckner-Deutz S 3000, der Klöckner-Deutz A 3000. Darüber hinaus fand sich der Aufbau mit veränderten Hecktüren auf dem Gleisketten-Lastkraftwagen-2-t (Sd. Kfz. 3/4). Auch ein Transport über Schnee war mit speziellen Kufen möglich. Diese Schlittenkufen für geschlossenen Aufbau bestanden aus Holz mit Eisenbeschlägen und wurden an den Querträgern des LC-Koffers angebaut.

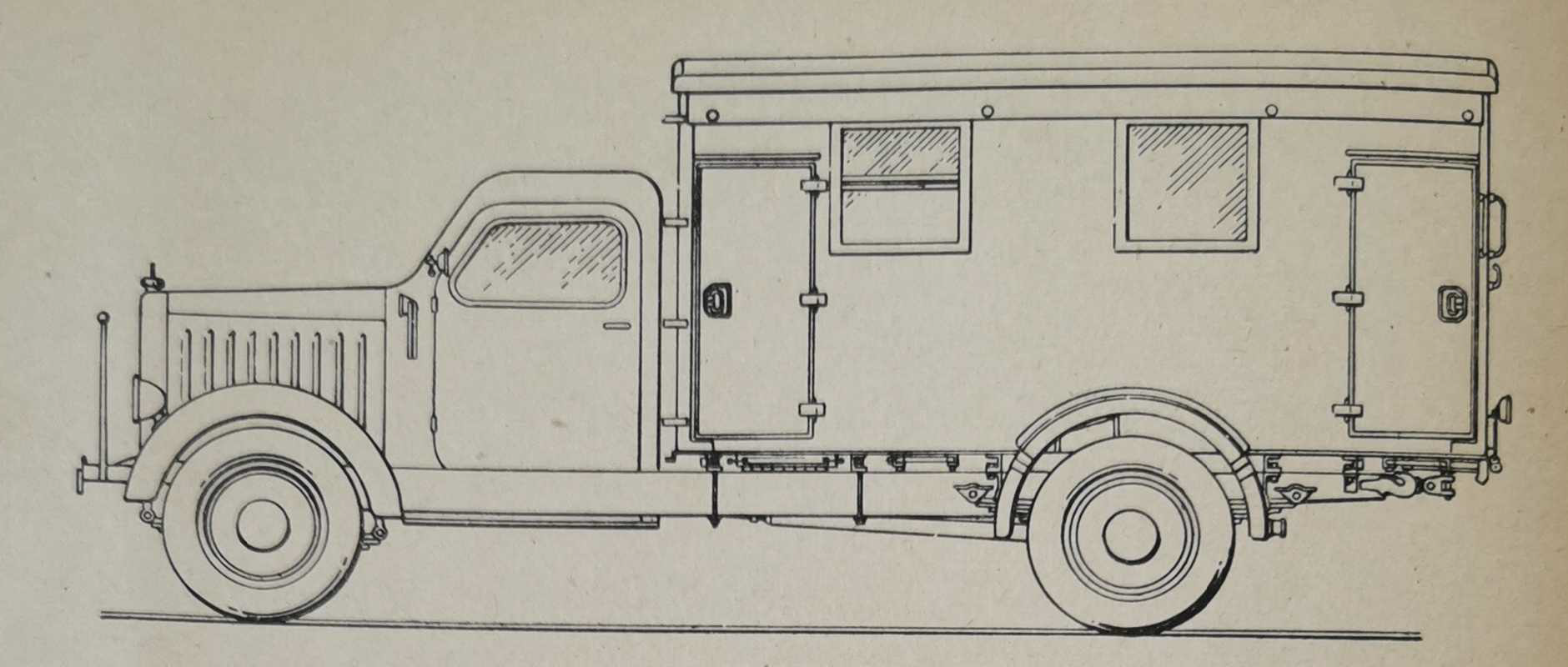
LC-Koffer auf Daimler-Benz Lgf 3000.
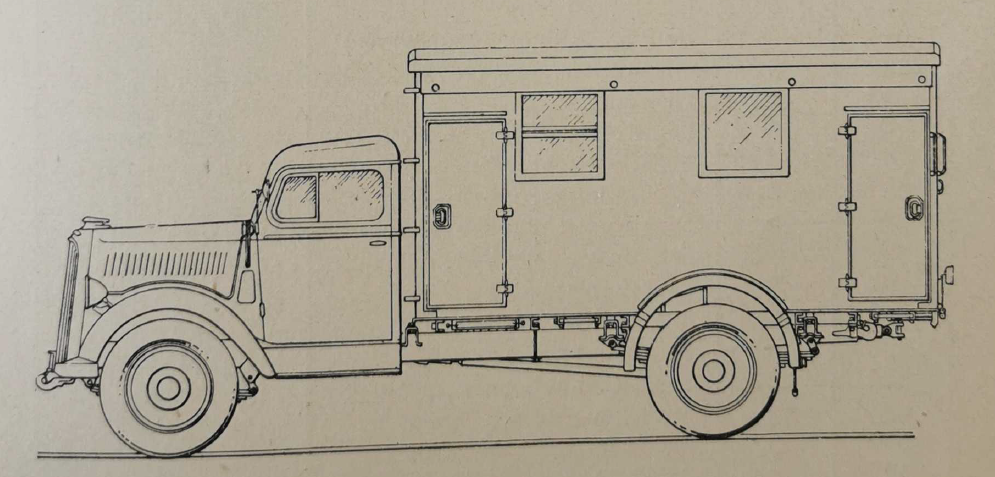
LC-Koffer auf Opel-Blitz 3 t.
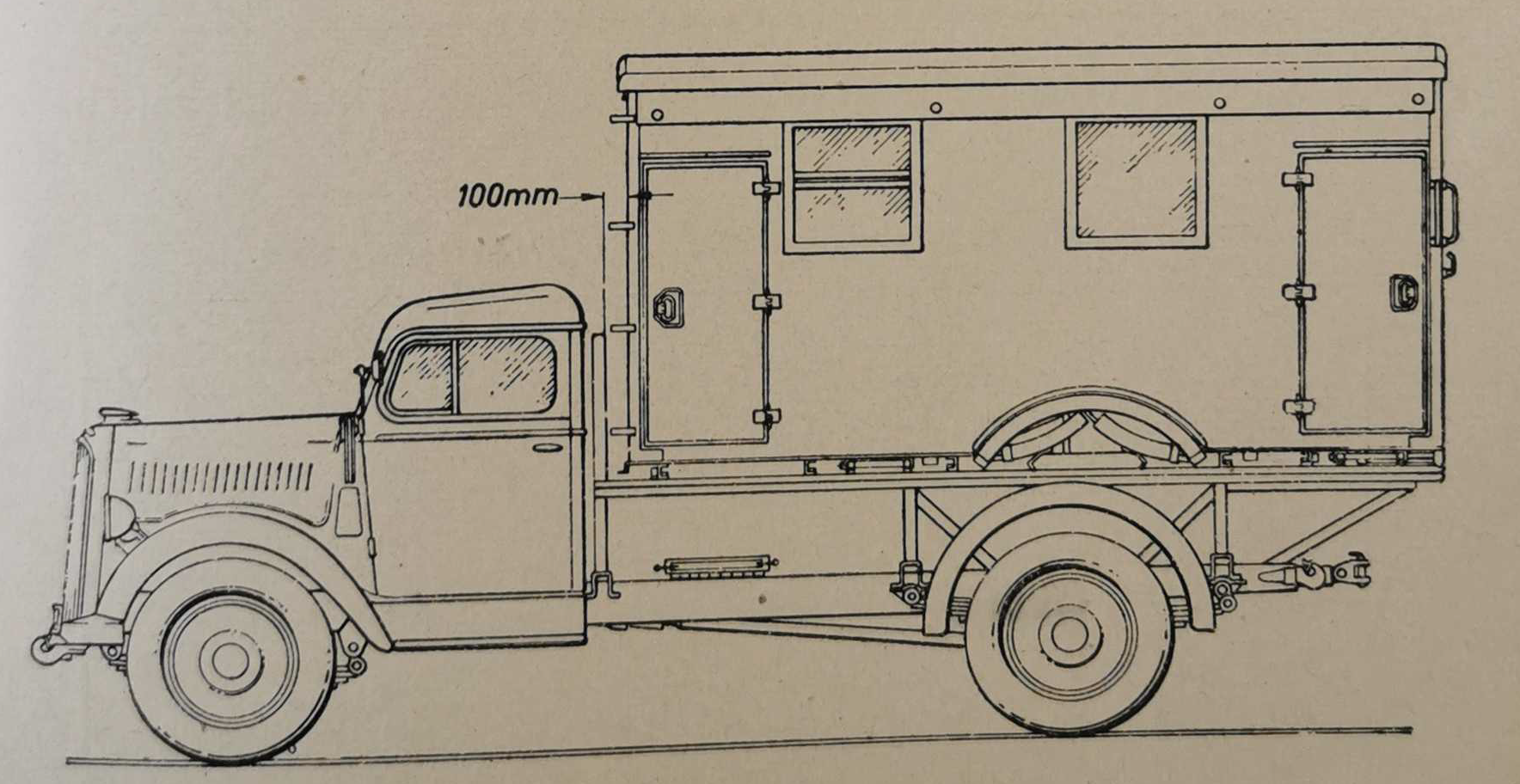
LC-Koffer auf Fahrgestell (o) mit min. 3 t Tragkraft.
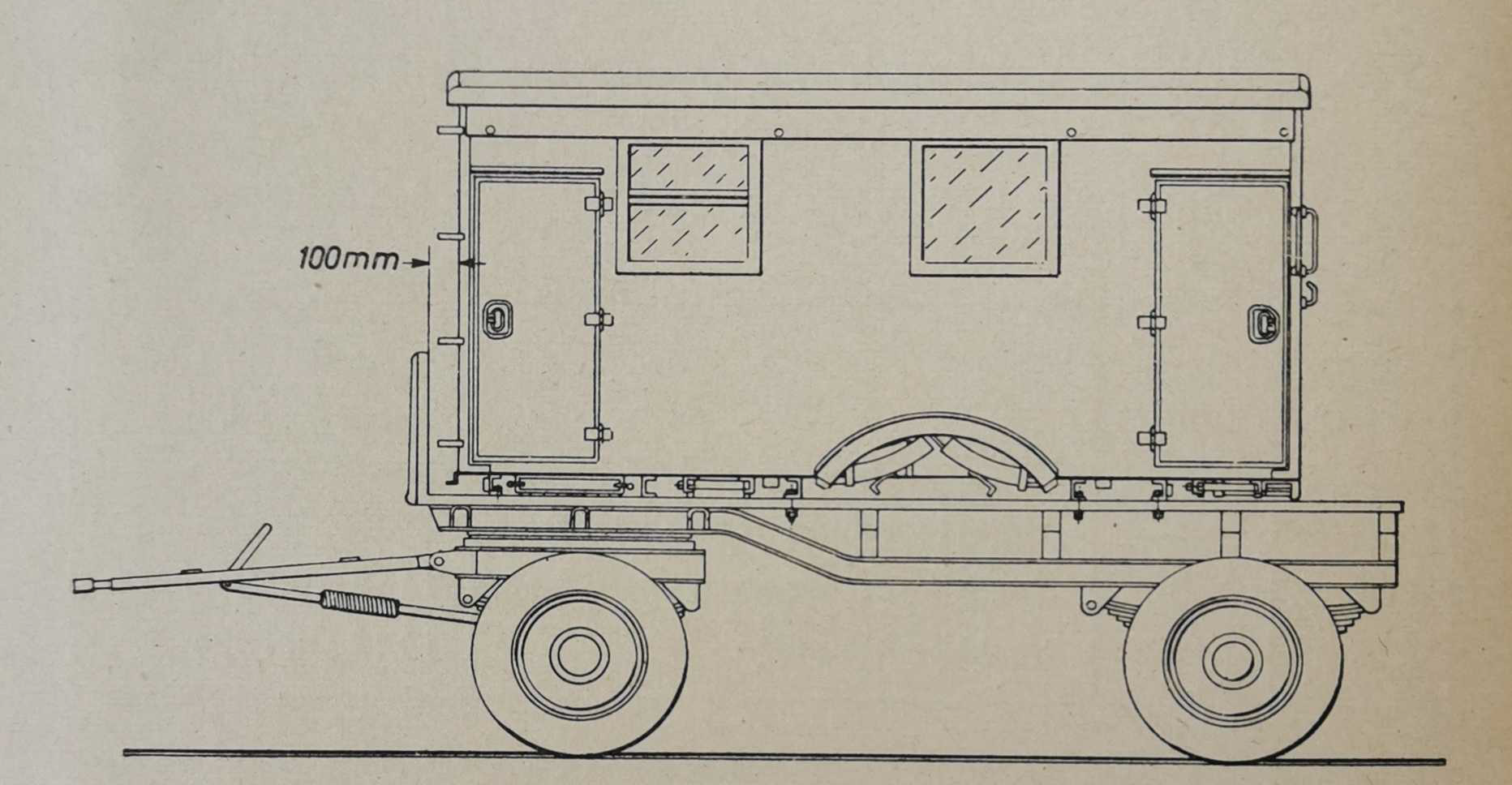
LC-Koffer auf Pritschenanhänger, handelsüblich.
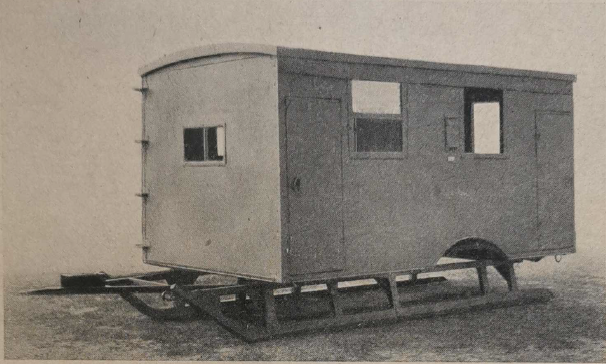
LC-Koffer mit Schlittenkufen.

## Produktion
Durch die ab 1939 entstandene staatliche Bewirtschaftung konnten Hersteller nicht selbstständig entscheiden, was in ihren Werken gebaut werden sollte. Durch Fotos und auch Fahrzeugschilder konnten einige Hersteller der Kofferaufauten jedoch identifiziert werden. Dazu zählten unter anderem die Gaubschat Fahrzeugwerke, Karosseriefabrik Voll und die C. Miesen GmbH & Co. KG.

## Technische Beschreibung
Der geschlossene Einheits-Aufbau wurde für alle Stationen der Luftwaffe, wie zum Beispiel Fernschreibanschluss-Kraftwagen, Funk-Kraftwagen oder Sauerstoffumfüll-Kraftwagen genutzt. Der Koffer bestand aus den folgenden Baugruppen:
- 1 Boden, vollständig
- 1 Seitenwand, rechte, vollständig
- 1 Seitenwand, linke, vollständig
- 1 Rückwand, vollständig
- 1 Vorderwand, vollständig
- 1 Dach, vollständig
- 2 Kotflügel, klappbar
- Verbindungsteile
- 1 Vorschrift D. (Luft) T. 8203.[6]

Der Kofferaufbau bestand aus Leichtplatten mit einer Wandstärke von 30 mm. Füllhölzer waren für die Befestigung von Geräten einheitlich vorgesehen. Ein eigenständiges Anschrauben von Geräten an Wänden oder dem Dach war nur mit Genehmigung des Stammwerkes zulässig. Wände, Türen, Klappen und Fenster waren in Form und Abmessungen gleich. Sämtliche Bauteile des Kofferaufbaus waren austauschbar. Zerlegbar war der Aufbau in Boden, Vorder-, Rück-, Seitenwände und Dach. Das Kurzzeichen für den Kofferaufbau war LC-Koffer (mot.) Kfz. 305/…, Kfz. 305 K, Ausführung B. Der LC-Koffer wurde auch als geschlossener Einheitsaufbau (Kfz. 305) bezeichnet. Es gab eine Dachgalerie mit Plane und Spriegeln oder auch ein Laufgangdach, zusätzlich noch mehrere Klapptritte, Türen, Klappen und Auftrittsleitern an beiden vorderen Ecken. An der Vorderwand gab es ein Schiebefenster, an der Rückwand in der Mitte eine 1545 × 700 mm große Tür mit festen Fenstern. Die rechte Seitenwand hatte vorn eine 1545 × 700 mm große Tür, ebenfalls mit festen Fenstern. Weiterhin gab es an der rechten Seite noch eine 1270 × 500 mm große Klappe und ein Übersetzfenster. An der linken Seite befanden sich zwei 1270 × 520 mm große Klappen, jeweils vorn und hinten, ein Übersetzfenster und ein festes Fenster. Der Koffer war 3,50 m lang, 2,01 m hoch und 1,75 m breit.

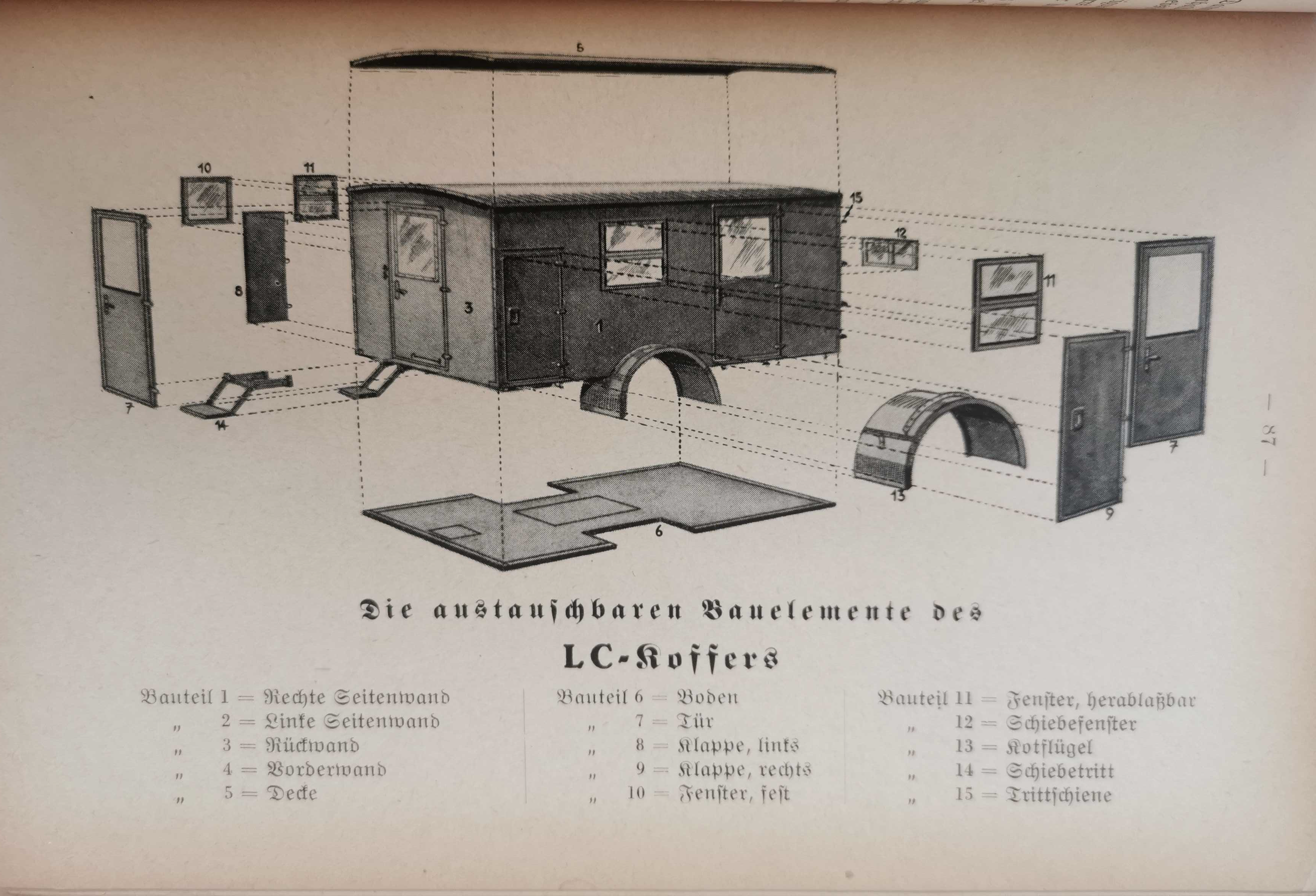
Die verschiedenen Teile des LC-Koffers aus der L. Dv. 702/2 Heft 203
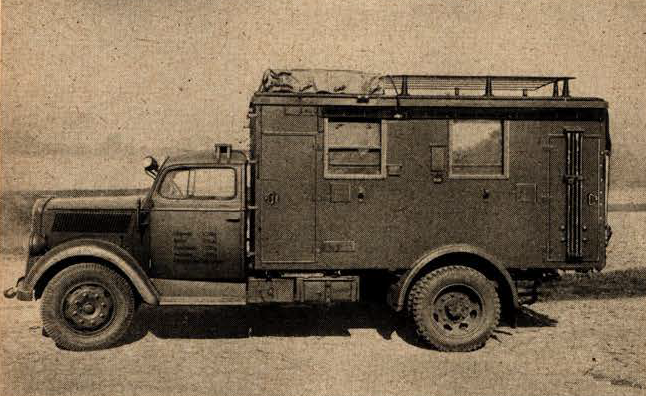
Linke Seite des Kfz. 305 (hier 305/18)
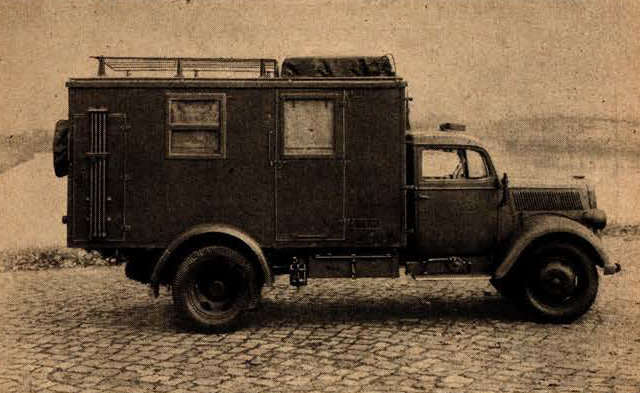
Rechte Seite des Kfz. 305 (hier 305/18)
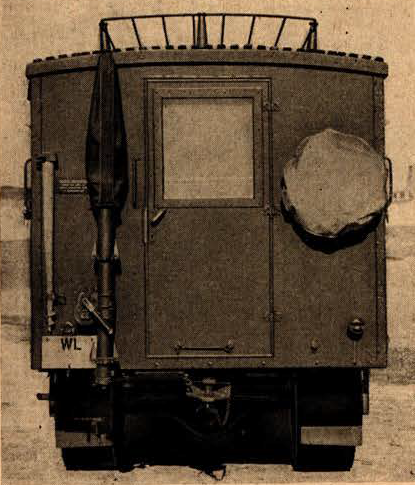
Rückseite des Kfz. 305 (hier 305/18)
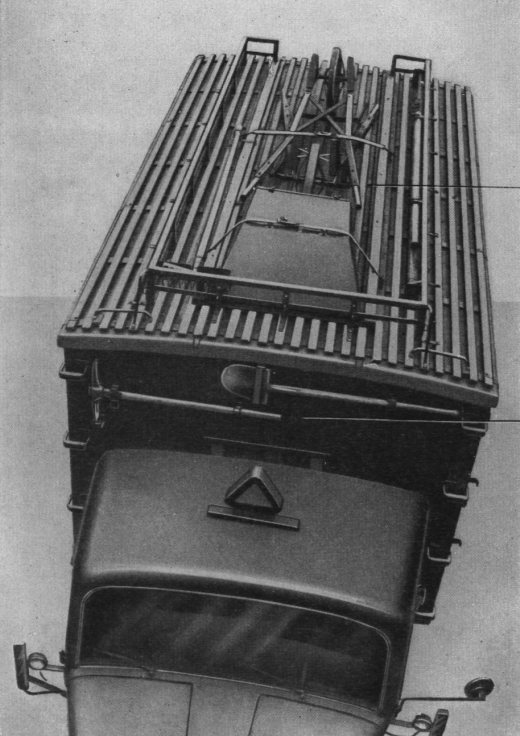
Ansicht auf das Dach der Ausführung mit Plane und Spriegel (hier 305/122)

Der Zusammenbau war einfach. Lediglich vier Hilfskräfte und etwas Werkzeug wurden benötigt. Beim Zusammenbau war es untersagt, einen Hammer ohne Brettstücke als Unterlage zu nutzen. Ein Zerlegen war ebenso einfach wie der Zusammenbau. Wartung brauchte der leere LC-Koffer nicht. Lediglich bei Bedarf mussten die Gelenkbänder an den Klappen und Türen sowie die Schlösser an den Klappen und Türen geschmiert werden.
Unabhängig von Inhalt und Einbauten konnten in den LC-Koffern Hängematten aufgehängt werden. Sie hatten die Bezeichnung Hängematten im geschlossenen Aufbau und bestanden aus Segeltuch, das doppelt zusammengenäht war. Eine eingenähte Hanfleine war an den Ecken durch Rohrbögen geschützt, da dort die Befestigungsmittel (eine Kette) angebracht wurden. Die Matten wogen einzeln 2,3 kg und wurden im Fahrzeug mitgeführt. Mindestens zwei Personen (je nach Innenausrüstung) konnten dadurch im Kofferaufbau schlafen.
Um das Kfz. 305 auch in den Tropen nutzen zu können, gab es den Satz Ergänzungsgerät für Herrichtung eines Kfz. 305 für Tropen vom 3. Juli 1942. Dieser Satz bestand aus einem Sonnensegel, fünf Blendschutzgardinen, zwei Moskitofenstern und vier Radschürzen. Der Satz diente als Sonnenschutz und als Schutz gegen Fliegersicht und Moskitos. Das Gewicht der Tropenausrüstung betrug etwa 50 kg. Dieser Satz wurde nachträglich an die Fahrzeuge angebaut und war nicht vom Werk aus vorhanden. Über das Dach wurde mit Abstützstangen ein imprägniertes Segeltuch gespannt, welches das Fahrzeug besser gegen die unmittelbare Sonneneinstrahlung schützte. Auf der Oberseite hatte das Segeltuch eine Tarnfärbung. Auf der Unterseite war das Tuch rot gefärbt, um die Wärmestrahlung besser abhalten zu können. Die Moskitofenster bestanden aus einem mit Gaze bespannten Rahmen, der auf die Innenrahmen der Übersetzfenster gesteckt wurde. Die Blendschutzgardinen waren Vorsteckgardinen und wurden mit Tenax-Knöpfen am Außenrahmen der Fenster befestigt. Sie sollten das Blinken der blanken Fensterscheiben verhindern, aber dennoch genügend Licht in das Innere des Fahrzeugs lassen. Deshalb gab es in den aus Kunstleder bestehenden Blendschutzgardinen mehrere Löcher. An den Kotflügeln befestigte man Radschürzen aus Segeltuch, die durch Stützrohre versteift wurden. Diese Radschürzen sollten die unmittelbare Bestrahlung der Reifen durch die Sonne verhindern. Auch die Radschürzen hatten eine Tarnfärbung.

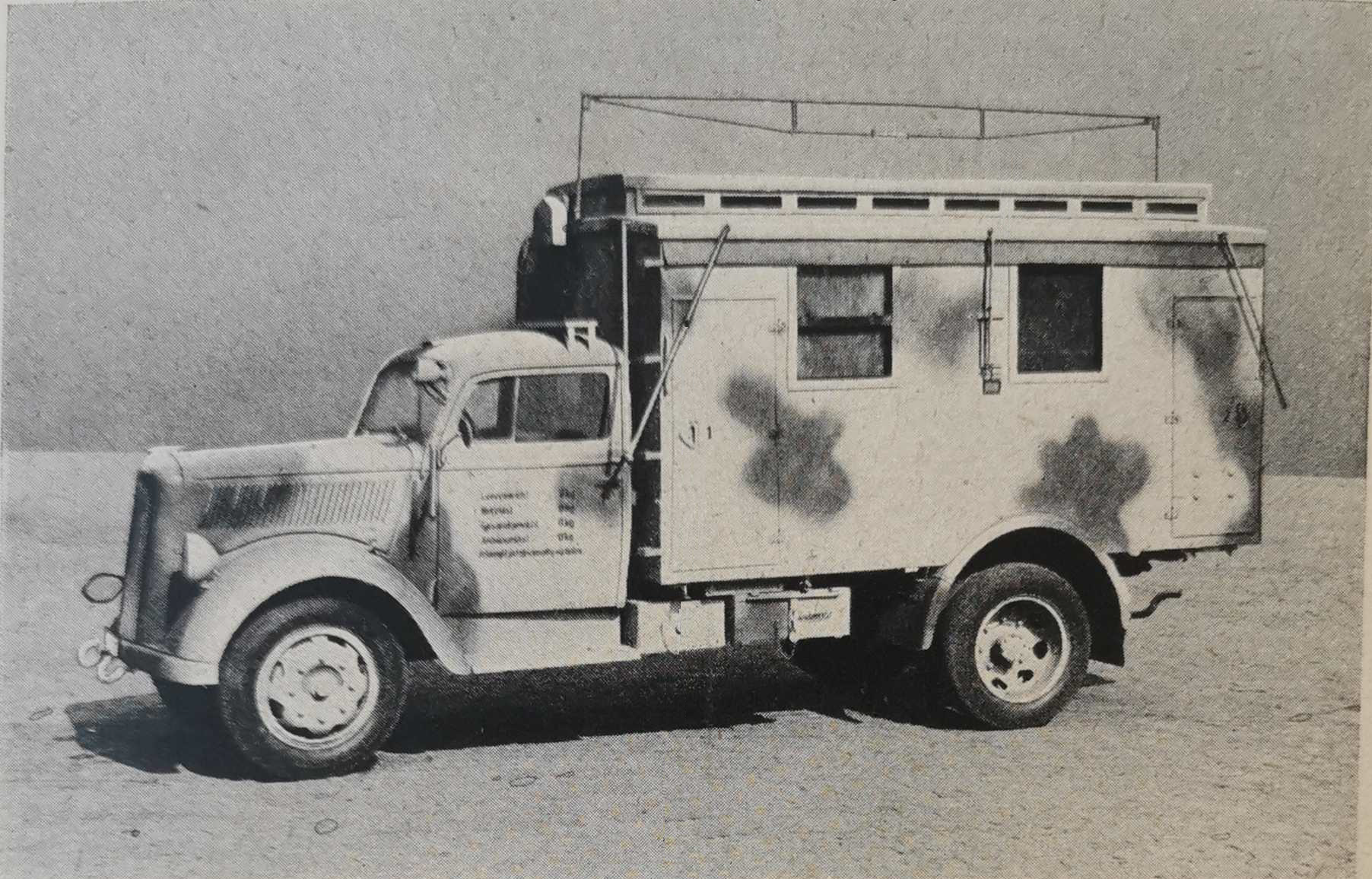
Angebrachte Tarnfarbe und Stangen für das Segeltuch
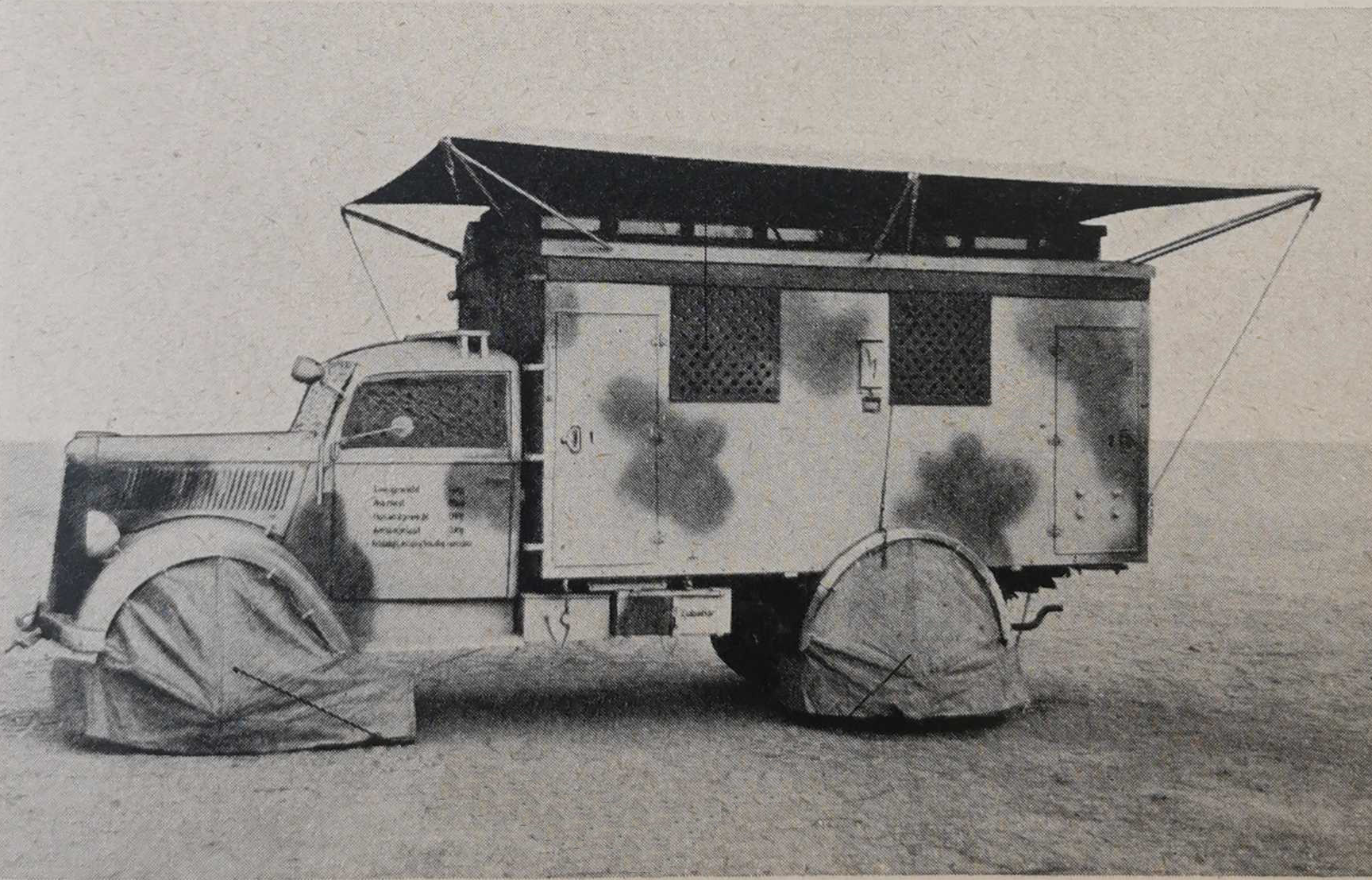
Kfz. 305 mit Tropenausrüstung
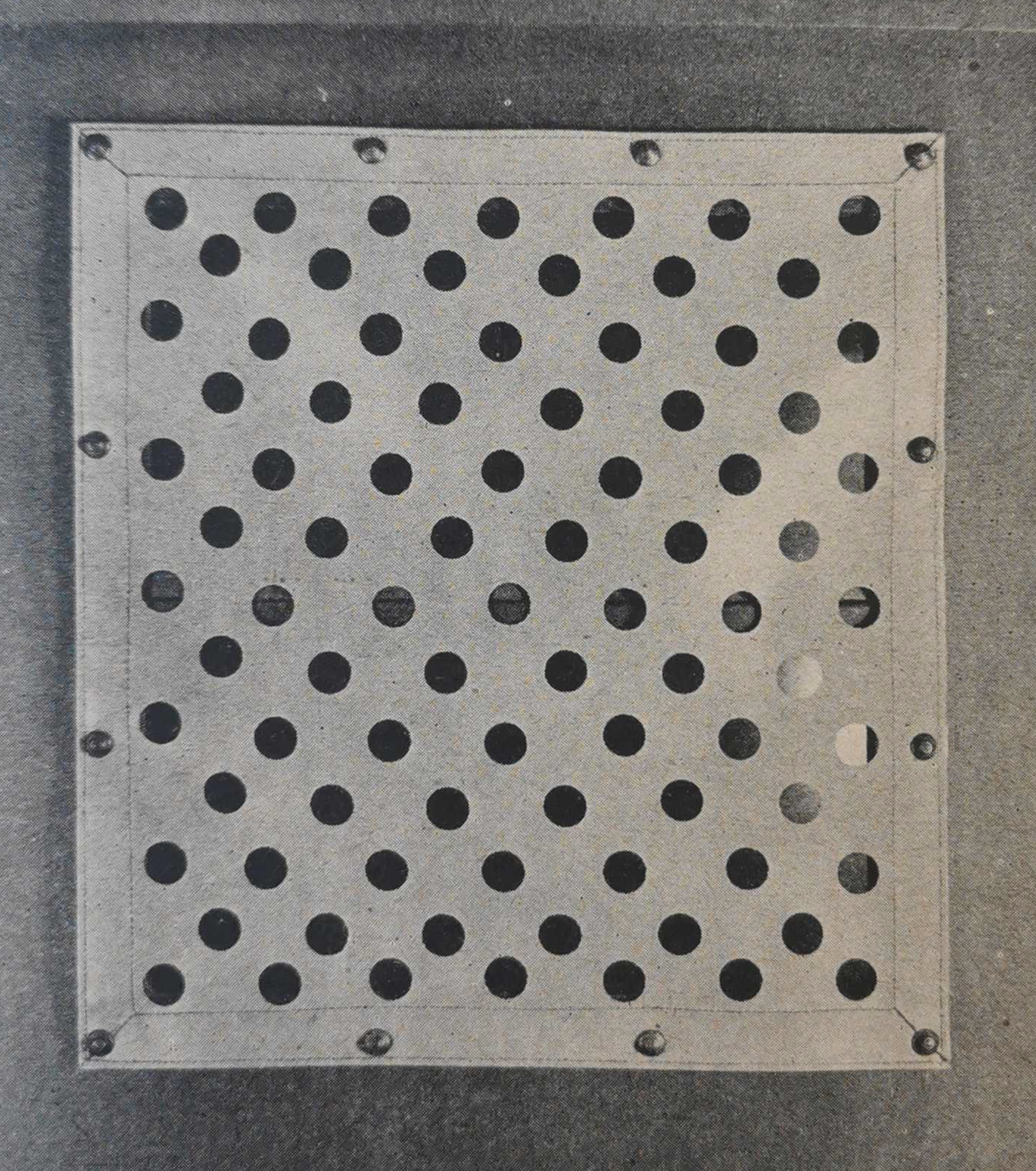
Blendschutz Gardine
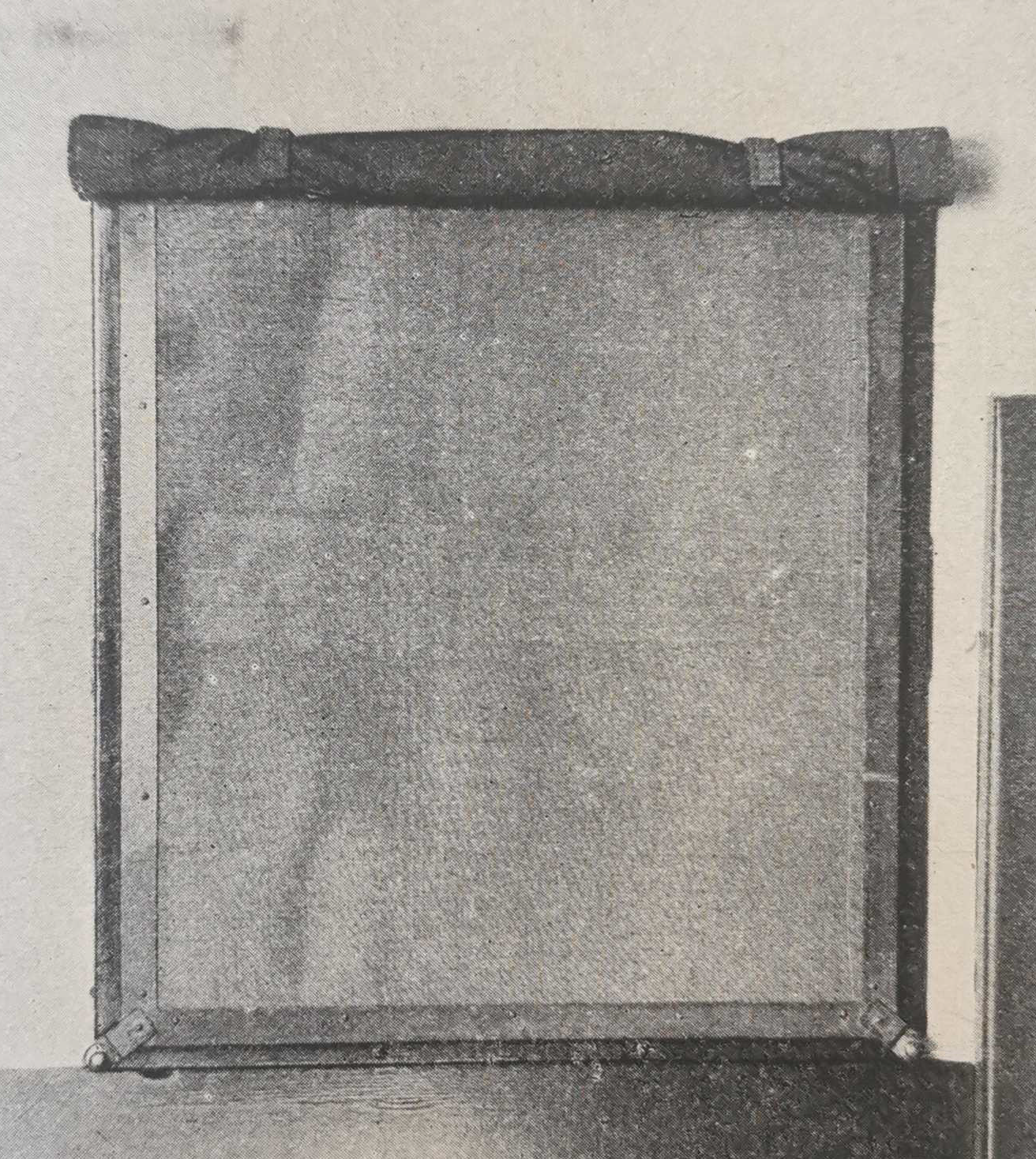
Moskitoschutzgitter
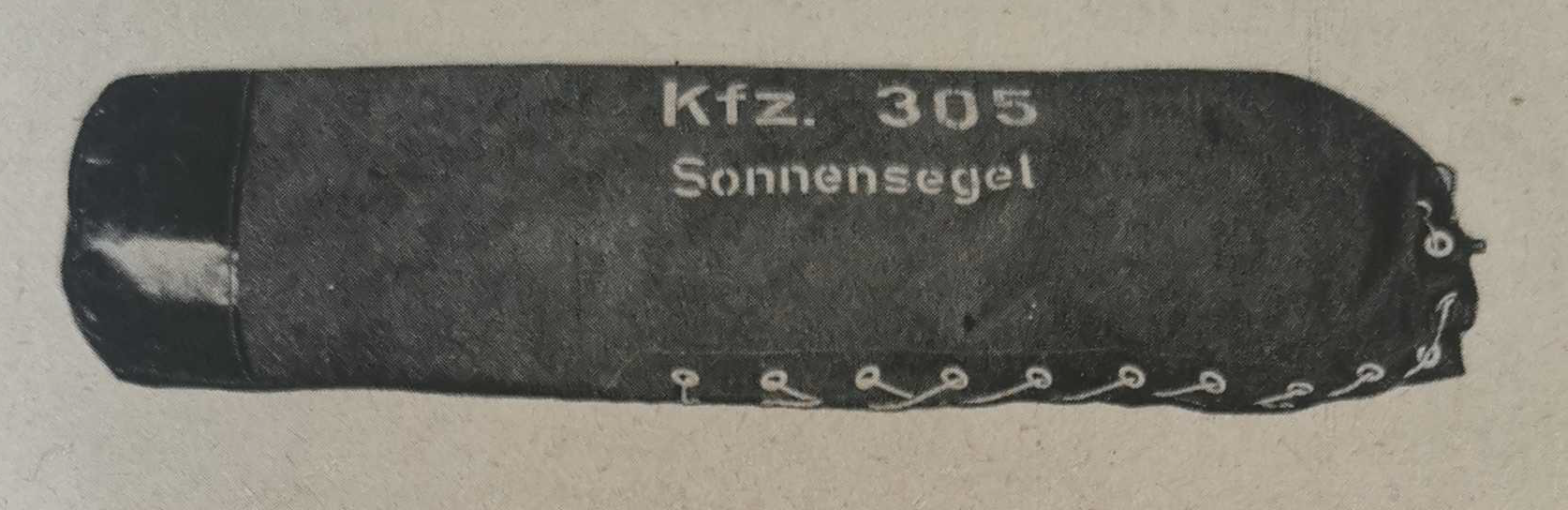
Transportsack

Da der LC-Koffer eine eigenständige Stromversorgung hatte, konnte er auch im abgesetzten Zustand als Bodenstation eingesetzt werden.

## Einsatz
Die ersten Kfz. 305 kamen ab der zweiten Jahreshälfte 1940 mit den ersten Untervarianten an allen Kriegsschauplätzen der Wehrmacht zum Einsatz. Für die Tropen gab es den Tropensatz und auch für den Winter gab es besondere Bestimmungen. Bis zum Ende des Krieges diente das Fahrzeug bei den Einheiten der Luftwaffe.

## Varianten
Das Kfz. 305 gab es in sehr vielen unterschiedlichen Varianten. Im Nachfolgenden werden sie aufgezählt und (wo möglich) erklärt, was sich jeweils an Besonderem im LC-Koffer der Fahrzeuge befand.

### Kfz. 305
| Kfz.-Nr. | Bezeichnung           | Bemerkung | Bild                                                      |
| -------- | --------------------- | --- | --------------------------------------------------------- |
| 305      | Lagerkraftwagen (Bus) | Die Ursprungsausführung 305 war der Lagerkraftwagen (Bus) im Kraftwagen-Transportzug einer Feldwerft-Abteilung (mot.). Hauptzweck des Fahrzeugs war der Transport von Mannschaften. Im LC-Koffer waren dafür zwei gegenüberliegende Sitzbänke, eine Schreibbank und ein Schreibtisch eingebaut. Das Dach in dieser Ausführung war ein Laufgangdach mit erhöhtem Mittelteil und kleinen seitlichen Fenstern. Für einen möglichen Tropeneinsatz erhielt der Wagen ein Sonnensegel mit Halterungen und einen Tropentarnanstrich. Die Ausrüstung im Fahrzeug wog 133 kg und das Gesamtgewicht betrug 3793 kg. | - Der Lagerkraftwagen (Bus). - Innenansicht des Kfz. 305. |

### Kfz. 305/1 bis 305/39
Die Fahrzeugnummern 305/1 bis 305/39 waren für die Luftnachrichtentruppe als Fahrzeuge für Funk und Draht vorgesehen. Viele der unten aufgezählten Fahrzeuge wurden in der Vorschrift L. Dv. 702/2 (Gerätnachweis und Beladeplan) und deren verschiedenen Heften erwähnt (z. B. L. Dv. 702/2 Heft 323: Kfz. 305/19). Fast alle Fahrzeuge hatten die gleiche Grundausstattung an Material wie einen Amtsanschließer 33 mit Zubehör oder auch das Kochgerät 15 mit einer Schutzhülle. Da die Ausrüstung nicht mit dem Fahrzeugstrom betrieben werden durfte, hatte jedes Fahrzeug einen eigenen Elektromaschinensatz IV für die Beleuchtung und Geräte. Um einen reibungslosen und fehlerfreien Betrieb zu ermöglichen, wurden verschiedene Vorschriften mitgeführt. Zum einen die Vorschrift zum Fahrzeug und Fahrgestell, eine Vorschrift zum LC-Koffer und einzelne Vorschriften zu den eingebauten Geräten. Außerdem hatte jedes Fahrzeug der Luftnachrichtentruppe eine Betriebsuhr. Für den Aufbau von Verbindungen gab es eine Rückentrage mit einer Trommel zum Kabellegen. Um einen Betrieb während der Dunkelheit sicherzustellen, gab es den Beleuchtungskasten Fu. 51 mit zwei Laternen. Für die Reparatur des Fahrzeugs gab es eine Werkzeugtasche mit verschiedensten Werkzeugen. Eine zweite Tasche enthielt Werkzeug für die Reparatur der technischen Geräte an Bord und für Nachrichtengerät. Um sich im Gelände orientieren zu können, hatten die Fahrzeuge einen Marschkompass. Ein Verbandkasten war ebenfalls in jedem LC-Koffer. Um anderen Truppenteilen den Weg zum Kfz. oder zur Meldestelle zeigen zu können, hatten alle Fahrzeuge Stationspfeile (Wegweiser) und Stationstafeln dabei. Zum Betrieb außerhalb des Kfz. wurden Zelte und Zeltzubehör mitgeführt. Das Dach in allen Ausführungen der Luftnachrichtentruppe hatte eine Dachgalerie mit Plane und Spriegeln, bei einigen Ausführungen war die Dachgalerie verkürzt, um Platz für eine große Rahmenantenne zu bieten.
| Kfz.-Nr. | Bezeichnung                                                         | Bemerkung | Bild |
| -------- | ------------------------------------------------------------------- | --- | --- |
| 305/1    | Fernschreibanschlusskraftwagen                                      | Im Hauptzweck wurde das Fahrzeug für einen Fernschreibanschlusstrupp (motorisiert) genutzt, der sich vorrangig um Angelegenheiten im Bereich Fernschreiber kümmerte. Deshalb hatte das Kfz. 305/1 zusätzlich zur Standardausrüstung mehrere Fernschreibanschlussgeräte und Fernschreiber sowie Fernschaltgeräte im LC-Koffer. Ferner gab es eine Schreibmaschine, verschiedene Sicherungen und Material zum Verlegen und Anschließen von Kabeln. Die Ausrüstung im Fahrzeug wog 690 kg und das Gesamtgewicht betrug 4150 kg | - Der Fernschreibanschlusskraftwagen (305/1). - Innenansicht des Kfz. 305/1. |
| 305/2    | Fernschreibanschlusskraftwagen G                                    | Dieses Fahrzeug kam in erster Linie für einen Fernschreibanschlusstrupp G zum Einsatz. Das G bedeutet hier Verschlüsselungsstufe „Geheim“. Um diese Verschlüsselungsstufe sicherzustellen, wurden im LC-Koffer ein Fernschaltgerät für G-Schreiber, zwei Fernschreibanschlussgeräte G, ein Fernschreibgerät G und ein Geheimfernschreiber Si T Typ 52a mitgeführt. Auch eine Schreibmaschine T 32 K gehörte zum Betrieb des Kfz. 305/2. | - Der Fernschreibanschlusskraftwagen G (305/2). - Innenansicht des Kfz. 305/2. |
| 305/3    | Fernschreibvermittlungskraftwagen                                   | Im Hauptzweck diente das Fahrzeug für einen Fernschreibvermittlungstrupp (motorisiert). Um den Fernschreibbetrieb und die Vermittlung sicherstellen zu können, waren im Fahrzeug drei Feldfernsprecher 33, zwei Fernschreibanschlussgeräte, drei Fernschreiber T 36 Lo und zwei Fernschreiber T 38 Si eingebaut. Ein Fernschreibvermittlungsschrank T 37 diente zum schnellen Weiterleiten und Herstellen von Verbindungen. Um sich an Telegrafenstationen oder Masten anschließen zu können, wurde ein Umformersatz für Telegrafenspannung mitgeführt. Um Verbindungen herstellen zu können, wurden verschiedene Kabel auf Kabeltrommel mitgeführt. Die Ausrüstung im Fahrzeug wog 1.590 kg und das Gesamtgewicht betrug 5.080 kg | - Der Fernschreibvermittlungskraftwagen (305/3). - Innenansicht des Kfz. 305/3. |
| 305/4    | Fernschreibwartungskraftwagen                                       | | |
| 305/8    | Fernsprechvermittlungskraftwagen                                    | | |
| 305/10   | Verstärkerkraftwagen                                                | | |
| 305/11   | Lichtmesskraftwagen                                                 | | |
| 305/15   | Funksendekraftwagen                                                 | | |
| 305/16   | Funkkraftwagen                                                      | | |
| 305/17   | Funkkraftwagen                                                      | | |
| 305/18   | Leichter Funkkraftwagen (Langwelle)                                 | Diese Version des Kfz. 305 gab es in drei verschiedenen Ausführungen. Zum einen gab es ihn für einen leichten Funkfeuertrupp (motorisiert). Für den Betrieb als Funkfeuertrupp gab es im Kofferaufbau mehrere Kabeltrommeln für schwere Feldkabel. Hinzu kamen noch ein Tornisterempfänger b, ein 100-Watt-Sender und eine Antenne KA 100. Als Funkfeuertrupp hatte das Kfz. 305/18 ein Ferntastgerät und einen Morsezeichengeber MZG 2. Ein 9 m langer Kurbelmast in der Ausführung A wurde an der linken Rückseite mitgeführt. Das Gesamtgewicht der Ausrüstung betrug 1.240 kg. Das Gesamtgewicht des Fahrzeuges wurde mit 4.700 kg angegeben. Eine weitere Version des 305/18 war der Leichte Funkkraftwagen (Kurzwelle/Langwelle) (Kzw/Lgw). Für einen reibungslosen Betrieb des Kurzwellen/Langwellen Funktrupps hatte das Fahrzeug zusätzlich zur Ausrüstung des leichten Funktrupps noch einen Empfänger E 2a im Koffer. Zum Senden gab es den Sender S 3a. Das Gesamtgewicht der Ausrüstung betrug 1.225 kg. Das Gesamtgewicht des Fahrzeuges wurde mit 4.685 kg angegeben. Die dritte Version war der Leichte Funkkraftwagen (Kurzwelle/Langwelle) (Kzw/Lgw) mit Fu. G. 10 (mot). Die zusätzliche Ausrüstung zum Funktrupp war ein Empfänger E 10 L, ein Empfänger E 10 K, ein Sender S 10 L und ein Sender S 10 K. Zusätzlich zum 9 m langen Kurbelmast gab es eine Sternantenne. | - Der leichte Funkkraftwagen (305/18). - Innenansicht des Kfz. 305/18 (Lgw.). - Innenansicht des Kfz. 305/18 (Kzw./Lgw.). - Innenansicht des Kfz. 305/18 (Kzw./Lgw.) mit Fu. G. 10. |
| 305/19   | Leichter Funkkraftwagen (Kurzwelle)                                 | Im Hauptzweck diente das Fahrzeug für einen mittleren Funktrupp (Kurzwelle) (motorisiert). Für den Betrieb im Kurzwellenfunk wurde im LC-Koffer ein Kurzwellenempfänger E 52 und ein Kurzwellensender AS 59 eingebaut. Mehrere Doppelfernhörer und ein Tornisterempfänger b für den Funkbetrieb wurden ebenfalls mitgeführt. Mit einem Ferntastgerät FTG 1 und einem Ferntastzusatzgerät FTZ 1 konnte im Morsebereich gesendet werden. Zwei Sendegleichrichter und Netzanschlussgeräte komplettierten die Funkausrüstung. Zum Verlegen von schweren Feldkabeln gab es mehrere Trommeln. Um das Fahrzeug und die Ausrüstung zu sichern, wurde 100 m Z-Draht mitgeführt. In der Ausführung A wurde ein 9 m langer Kurbelmast mitgeführt, der es ermöglichte, Funksignale zu senden und empfangen. Das Gesamtgewicht der Ausrüstung betrug 1.410 kg. Das Gesamtgewicht des Fahrzeugs wurde mit 5.605 kg angegeben. | - Der leichte Funkkraftwagen (Kzw.) (305/19). - Innenansicht des Kfz. 305/19. - Aufgebaute Sendeanlage des leichten Funkkraftwagen.                                                 |
| 305/20   | Funkkraftwagen                                                      | | |
| 305/21   | Funkbeschickungskraftwagen                                          | | |
| 305/22   | Funkpeilkraftwagen                                                  | | |
| 305/23   | Funkbetriebskraftwagen                                              | Die Ausrüstung im Fahrzeug wog 1250 kg und das Gesamtgewicht betrug 4800 kg. | |
| 305/25   | Funkmastkraftwagen                                                  | | |
| 305/26   | Radiosondekraftwagen                                                | | |
| 305/27   | Radiosendepeilkraftwagen                                            | | |
| 305/29   | Ansteuerungssendekraftwagen                                         | Im Hauptzweck diente das Fahrzeug für einen schweren Landefunkfeuertrupp (motorisiert). Um die sichere Landung auf unbefestigten Rollfeldern sicherstellen zu können, hatte das Kfz. 305/29 zusätzlich zur Standardausrüstung einen Sendegleichrichter mit mehreren Netzkabeln. Dazu gehörten auch mehrere Trommeln für schwere Feldkabel. Weiterhin gab es eine große Antenne, welche auf dem Dach mitgeführt wurde und mit Hilfe einer Gleitbahn nach vorne heruntergezogen und aufgebaut werden konnte. Um gezielt Flugzeuge anpeilen und anfunken zu können, wurde ein Richtgerät 30 mitgeführt. Ein Ansteuerungssender mit 0,5 kW (30 bis 33,3 MHz) und ein Doppelfernrohr 6×30 wurden ebenfalls im LC-Koffer mitgeführt. | - Der Ansteuerungssendekraftwagen (305/29). - Innenansicht des Kfz. 305/29. |
| 305/30   | Voreinflugzeichensendekraftwagen Haupteinflugzeichensendekraftwagen | Im Hauptzweck diente das Fahrzeug mit beiden Ausstattungen für einen schweren Landefunkfeuertrupp (motorisiert). Neben der Grundausstattung gab es im Voreinflugzeichen-Sendekraftwagen einen Einflugzeichensender (EZS) 2 mit 5 Watt in einem Transportkasten, welcher im Haupteinflugzeichen-Sendekraftwagen nicht verbaut war. In beiden Ausstattungen gab es mehrere Antennen und Stative für den Kontrollempfänger Typ EBKS. Dazu gab es mehrere Mikrofone und Kopfhörer. | - Der Einflugzeichensendekraftwagen (305/30). - Innenansicht des Kfz. 305/30. |
| 305/32   | Leuchtfeuerkraftwagen                                               | Im Hauptzweck diente das Fahrzeug mit dem Gerätsatz schwerer Leuchtfeuertrupp zur Abgabe von Lichtsignalen von beliebigen Geländepunkten an anfliegende Flugzeuge bei Nacht. Dabei wurde das Fahrzeug von einem schweren Leuchtfeuertrupp (motorisiert) genutzt. Zusätzlich zur oben erwähnten Standardausrüstung gehörte zum Kfz. 305/32 ein Drehscheinwerfer 12 FS 130 und ein Kurbelmast für das Leuchtfeuer mit einer Länge von 10 m. Auch wurden vier Zeltausrüstungen, bestehend aus jeweils einer Zeltbahn, Pflöcken und Leinen, sowie einem Feldstuhl mitgeführt. Die Ausrüstung im Fahrzeug wog 900 kg und das Gesamtgewicht betrug 4.720 kg. | - Der Leuchtfeuerkraftwagen (305/32). - Innenansicht des Kfz. 305/32. |
| 305/33   | Leuchtfeuerkraftwagen                                               | Im Hauptzweck diente das Fahrzeug mit dem Gerätesatz Leuchtfeuertrupp zur Abgabe von Lichtsignalen von beliebigen Geländepunkten an anfliegende Flugzeuge bei Nacht. Dabei gab es zwei verschiedene Verwendungszwecke. Zum einen gab es das Kfz. 305/33 mit einem Gerätsatz Leichter Leuchtfeuertrupp und mit einem Gerätsatz mittlerer Leuchtfeuertrupp. Im LC-Koffer des mittleren Leuchtfeuertrupps befanden sich, neben der standardmäßigen Beladung, vier Anodenbatterien, fünf Sammler 2 B 38, ein 6 m langer Antennenmast (Stm. 6) für den Funkbetrieb. Um anfliegende Flugzeuge leiten zu können gab es einen Drehscheinwerfer OF 4/130 (vierblitzig), zwei Hindernis- und Zusatzfeuer, sowie einen Kurbelmast mit Leuchtfeuer. Je nach Ausrüstung hatte das Fahrzeug unterschiedliche Gewichtsverteilungen. Die Ausrüstung im Fahrzeug wog zwischen 850 kg (mittlerer Leuchtfeuertrupp) und 1.130 kg (leichter Leuchtfeuertrupp). Das Gesamtgewicht betrug dabei zwischen 4.670 kg (mittlerer Leuchtfeuertrupp) und 4.680 kg (leichter Leuchtfeuertrupp). | - Der Leuchtfeuerkraftwagen (305/33) (leichter Leuchtfeuertrupp). - Der Leuchtfeuerkraftwagen (305/33) (mittlerer Leuchtfeuertrupp).                                                |
| 305/34   | Richtverbindungskraftwagen                                          | für leichten Richtverbindungstrupp (motorisiert) | |
| 305/35   | Richtverbindungskraftwagen                                          | für schweren Richtverbindungstrupp (motorisiert) | |
| 305/36   | Richtverbindungs-Tf-Betriebskraftwagen                              | | |
| 305/37   | Richtverbindungs-WTZ-Betriebskraftwagen                             | | |
| 305/38   | Richtverbindungsantennengerätkraftwagen                             | Im Hauptzweck diente das Fahrzeug für einen leichten Richtverbindungstrupp (motorisiert). Um den Betrieb sicherstellen zu können, gab es auf dem Fahrzeug zwei Elektromaschinensätze. Verschiedene Kabel auf Kabeltrommeln dienten unter anderem für den Fernbetrieb. Sechs Breitbandantennen wurden ebenfalls auf dem Fahrzeug mitgeführt. | - Der RV-Antennengerätkw. (305/38). - Innenansicht des Kfz. 305/38. |

### Kfz. 305/40 bis 305/69
Die Fahrzeugnummern 305/40 bis 305/69 waren für die Instandsetzung, Wartung und Überprüfung von Flugzeugen und deren Anlagen vorgesehen. Eins der unten aufgezählten Fahrzeuge wurde in der Vorschrift D. (Luft) T. 8800/1 Bodengerät, Kennblätter, Teil 1, Versorgungs- und Wartungsgerät erwähnt. Fast alle Fahrzeuge hatten dabei auch eine identische Grundausstattung an Material wie das Kochgerät 15 mit einer Schutzhülle. Da die Ausrüstung nicht durch den Fahrzeugstrom betrieben werden durfte, hatte auch jedes Fahrzeug einen eigenen Elektromaschinensatz für Beleuchtung und Geräte. Um einen reibungslosen und fehlerfreien Betrieb zu ermöglichen, wurden auch verschiedene Vorschriften mitgeführt. Zum einen die Vorschrift zum Fahrzeug und Fahrgestell, eine Vorschrift zum LC-Koffer und einzelne Vorschriften zu den eingebauten Geräten. Um einen Betrieb bei Dunkelheit sicherzustellen, gab es immer auch den Beleuchtungskasten Fu. 51 mit zwei Laternen. Für die Reparatur vom Kfz gab es immer eine Werkzeugtasche mit verschiedenen Werkzeugen. Um sich im Gelände orientieren zu können, hatten die Fahrzeuge einen Marschkompass dabei. Ein Verbandkasten war ebenfalls in jedem LC-Koffer verbaut. Das Dach in dieser Ausführung war ein Laufgangdach mit erhöhtem Mittelteil und kleinen seitlichen Fenstern, die mehr Licht ins Fahrzeug bringen sollten.
| Kfz.-Nr. | Bezeichnung                     | Bemerkung | Bild                                                                    |
| -------- | ------------------------------- | --- | ----------------------------------------------------------------------- |
| 305/40   | Richtverbindungsmesskraftwagen  | |                                                                         |
| 305/41   | Gerätprüfkraftwagen             | |                                                                         |
| 305/42   | Bordfunkprüfkraftwagen          | |                                                                         |
| 305/43   | Entstörkraftwagen               | |                                                                         |
| 305/44   | Elektrischer Störsuchkraftwagen | Im Hauptzweck diente das Fahrzeug zur Instandsetzung, Wartung und Überprüfen elektrischer Flugzeugbordanlage in entfernten Gebieten, in denen die werkstattmäßige Ausrüstung eines Feld-Flugbetriebes nicht mehr vorhanden, beziehungsweise zerstört ist. Zusätzlich zum Standardgerät im LC-Koffer waren beim elektrischen Störsuch-Kraftwagen ein Generator-Prüfstand und mehrere Messgeräte verbaut. Zusätzlich gab es noch Werkzeug wie einen Handschleifer, eine Bohrmaschine und einen Elementprüfer. Instandsetzungswerkzeug und mehrere Werkzeugkästen für elektrisches Gerät war ebenfalls vorhanden. Das Kfz. hatte einen Arbeitsplatz und für den Marsch zwei Transportsitzplätze. Das Gesamtgewicht betrug 5.180 kg. | - Der Elt-Störsuch-Kraftwagen (305/44). - Innenansicht des Kfz. 305/44. |
| 305/60   | Bordgerätprüfkraftwagen         | |                                                                         |
| 305/61   | Zellenwerkstattkraftwagen I     | |                                                                         |
| 305/62   | Zellenwerkstattkraftwagen II    | |                                                                         |
| 305/63   | Triebwerkwartungskraftwagen     | |                                                                         |
| 305/64   | Bordgerätwerkstattkraftwagen    | |                                                                         |
| 305/65   | Wetterkraftwagen A              | |                                                                         |
| 305/66   | Wetterkraftwagen B              | |                                                                         |
| 305/67   | Triebwerkwerkstattkraftwagen I  | |                                                                         |
| 305/68   | Triebwerkwerkstattkraftwagen II | |                                                                         |
| 305/69   | Steuerungsprüfkraftwagen II     | |                                                                         |

### Kfz. 305/70 bis 305/99
Die Fahrzeugnummern 305/70 bis 305/99 dienten für die Versorgung der einzelnen Abteilung in sanitätsdienstlichen Belangen, mit Nahrung und Wasser oder aber auch mit Bekleidung oder sie wurden als Führungsfahrzeuge verwendet. Das Dach bei diesen Ausführungen war ein Laufgangdach mit erhöhtem Mittelteil und kleinen seitlichen Fenstern.
| Kfz.-Nr. | Bezeichnung                                            | Bemerkung | Bild                                                                              |
| -------- | ------------------------------------------------------ | --- | --------------------------------------------------------------------------------- |
| 305/70   | Fallschirmlagerkraftwagen                              | |                                                                                   |
| 305/73   | Befehlsstellenkraftwagen                               | |                                                                                   |
| 305/74   | Geschäftszimmerkraftwagen                              | |                                                                                   |
| 305/75   | Bekleidungskammerkraftwagen                            | |                                                                                   |
| 305/76   | Sanitätsgerätkraftwagen                                | |                                                                                   |
| 305/77   | Marketenderkraftwagen                                  | |                                                                                   |
| 305/78   | Elektroküchenkraftwagen                                | |                                                                                   |
| 305/79   | Geschäftszimmerkraftwagen                              | |                                                                                   |
| 305/80   | Waffenwartungskraftwagen                               | |                                                                                   |
| 305/83   | Kraftwagenwerkstattkraftwagen                          | |                                                                                   |
| 305/84   | Kraftfahrzeugersatzteillagerkraftwagen                 | |                                                                                   |
| 305/85   | Prüfkraftwagen für Drucköl- und Luftversorgungsanlagen | |                                                                                   |
| 305/86   | Zahnklinikkraftwagen                                   | |                                                                                   |
| 305/87   | Zahnlaborkraftwagen                                    | |                                                                                   |
| 305/88   | Röntgen-Schirmbildkraftwagen                           | |                                                                                   |
| 305/89   | Röntgen-Schirmbild-Dunkelkammerkraftwagen              | |                                                                                   |
| 305/90   | Bildkraftwagen I                                       | |                                                                                   |
| 305/91   | Bildkraftwagen II                                      | |                                                                                   |
| 305/93   | Wasseraufbereitungskraftwagen I                        | Im Hauptzweck diente das Fahrzeug zur Reinigung und Entkeimung von Rohwasser auf Trinkwasser. Im LC-Koffer befanden sich dafür mehrere Pumpaggregate, Filter, Behälter, Schläuche und Armaturen, welche fest verbaut waren. Die Leistungsangaben waren mit 2 m³ Wasserreinigung in der Stunde angegeben. Das Gesamtgewicht des Fahrzeuges mit Geräten wurde mit 4670 kg angegeben. Das Dach des Kfz. 305/93 wies weder ein Laufgangdach, noch eine Dachgalerie auf.                                                    | - Der Wasseraufbereitungskraftwagen I (Kfz. 305/93) - Das Kfz. 305/93 im Betrieb. |
| 305/94   | Wasseraufbereitungskraftwagen II                       | Im Hauptzweck diente das Fahrzeug zur Reinigung und Entkeimung von Rohwasser auf Trinkwasser. Dafür befand sich im LC-Koffer eine ähnliche Ausstattung wie beim Kfz. 305/93, jedoch waren die Leistungsangaben beim Kraftwagen II mit 1–1,50 m³ Wasserreinigung in der Stunde etwas geringer. Das Kurzzeichen für dieses Fahrzeug war Lurgi. Das Gesamtgewicht der Apparate ohne Wasser betrug 1.930 kg. Das Gesamtgewicht des Fahrzeuges wurde mit 4.630 kg angegeben.                                                | - Der Wasseraufbereitungskraftwagen II (Kfz. 305/94).                             |
| 305/95   | Wasseraufbereitungskraftwagen III                      | |                                                                                   |
| 305/96   | Wasser-Entsalzungskraftwagen                           | Im Hauptzweck diente das Fahrzeug zur Verarbeitung von See- und salzhaltigem Brunnenwasser durch Entsalzung zu Trinkwasser. Um die Entsalzung sicherstellen zu können, wurden mehrere benzinbetriebene Pumpen, Schläuche und verschiedene Behälter mitgeführt. Diese Teile waren im LC-Koffer fest verbaut. Die Leistungsangaben waren mit 3.500 l Wasserentsalzung in 24 Stunde angegeben. Das Gesamtgewicht der Apparate ohne Wasser betrug 2.390 kg. Das Gesamtgewicht des Fahrzeuges wurde mit 5.260 kg angegeben. | - Der Wasser-Entsalzungskraftwagen (Kfz. 305/96).                                 |
| 305/98   | Sauerstoffgerätinstandsetzungskraftwagen               | |                                                                                   |
| 305/99   | Sauerstoffumfüllkraftwagen                             | |                                                                                   |

### Kfz. 305/100 bis 305/119
Die Fahrzeugnummern Kfz. 305/100 bis 305/119 dienten im Hauptzweck als Werkstatt- und Lagerkraftwagen zur Instandsetzung, Wartung und Überprüfung von navigatorischen Flugzeuganlagen und Geräten. Vermessung von Kompensierdrehscheiben und Drehscheibenplätzen, welche zur Kompensierung und Funkbeschickung benötigt werden. Weiterhin auch zur Erhaltung der Einsatzbereitschaft von Flugmotoren in entfernten Gebieten, in denen die werkstattmäßige Ausrüstung eines Feld-Flugbetriebes nicht mehr vorhanden, beziehungsweise zerstört ist. Standardmäßig gab es im LC-Koffer einen Elektromaschinensatz für die Beleuchtung und Geräte des Aufbaus. Fahrzeugwerkzeuge, Werkzeug für mitgeführte Geräte und ein Marschkompass zählten ebenso dazu wie ein Verbandkasten oder auch das Kochgerät 15. Das Dach in diesen Ausführungen war ein Laufgangdach mit erhöhtem Mittelteil und kleinen seitlichen Fenstern.
| Kfz.-Nr. | Bezeichnung                                               | Bemerkung | Bild                                                                               |
| -------- | --------------------------------------------------------- | --- | ---------------------------------------------------------------------------------- |
| 305/100  | Navigationskraftwagen                                     | Zusätzlich zur Standardausstattung gab es im LC-Koffer eine Hundert-Watt-Sendeanlage für die Kommunikation mit Flugzeugen. Zur genaueren Ortsbestimmung der anfliegenden Flugzeuge gab es ein Peilplatzprüfgerät, ein Navigationsrichtgerät und eine Peilscheibe. Um die Kurssteuerung sicherzustellen, gab es ein Patin-Prüfgerät, drei Patin-Mutterkompasse, 50 Sätze an Kompensiermagneten und eine nautische Tafel. Die Werkstattausrüstung wog 1.000 kg und das Gesamtgewicht betrug 4.870 kg. | - Der Navigationskraftwagen (Kfz. 305/100). - Innenansicht des Kfz. 305/100.       |
| 305/101  | Navigationsvermessungskraftwagen                          | |                                                                                    |
| 305/102  | Lagerkraftwagen                                           | Der Lagerkraftwagen wurde zum Transport von Zubehör, Ersatzteilen und sonstigem Gerät genutzt. Um den Transport von Geräten im Lagerkraftwagen sicherzustellen, waren im LC-Koffer fünf Schränke und zwei Regale eingebaut. Weiterhin gab es jeweils ein Gestell für Stangenmaterial, eine Sattlernähmaschine, einen Netzstromkasten, eine Netzstrombatterie und Halbzeug. Das Gesamtgewicht wurde mit 4.850 kg angegeben. | - Der Lagerkraftwagen (Kfz. 305/102). - Innenansicht des Kfz. 305/102              |
| 305/103  | F U Meßgerätkraftwagen                                    | |                                                                                    |
| 305/104  | Lagerkaftwagen K T Z                                      | |                                                                                    |
| 305/105  | Werkstattkraftwagen für Klempner und Schweißer            | Um den Klempnern und Schweißern das Arbeiten im Kfz. zu ermöglichen, wurden drei Werkbänke eingebaut. Zusätzlich gab es eine Blechprofilpresse, zwei Pressluftniethämmer und zwei Pressluftbohrmaschinen. Weiterhin gab es für Schweiß- und Lötarbeiten spezielles Löt-, Schweiß-, Schmiede- und Klempnerwerkzeug, sowie einen Azetylen-Hochdruck-Gasentwickler. Weiteres Werkzeug wie eine elektrische Stichsäge, eine Blech-, Knabber- und Handhebelschere wurden in Schubkästen mitgeführt. Eine elektrische Bohrmaschine, verschiedene Zangen und ein Werkzeugkasten für Sprengnietung waren ebenfalls vorhanden. Für den Schweißer gab es einen eigenen Schweißertisch mit einem Nietglühofen, einer Sickenmaschine und zwei Abwaschwannen. Auf den Werkbänken fest verschraubt gab es zwei Schraubstöcke. Das Gesamtgewicht betrug 4.837 kg. | - Der leichte Werkstattkraftwagen (Kfz. 305/105). - Innenansicht des Kfz. 305/105  |
| 305/106  | Werkstattkraftwagen für Hydraulik und Schlosser           | |                                                                                    |
| 305/107  | Werkstattkraftwagen für mechanische Werkstatt             | Um Arbeiten witterungsgeschützt im LC-Koffer durchführen zu können, gab es vier Werkbänke mit Zubehör. Auf der rechten Werkbank war eine Drehbank montiert. Zusätzlich gab es spezielles Werkzeug für Schlosser und Motorenschlosser. Auf der linken Seite gab es auf den Werkbänken zwei Schraubstöcke. In den Werkbänken, in Schubfächern verstaut, gab es verschiedenes weiteres Werkzeug wie Tiefenstrahler, Handlampen, Abwaschwannen oder auch Pressluftpistolen. Kleinwerkzeug wie Seeger-Sicherungs-Zangen, Messwerkzeuge, verschiedene Bohrer oder Zangen wurden in Schubfächern der Größe nach in Schaumstoff oder Holzeinbettungen gelagert. Elektrisches Werkzeug wie Bohrmaschine, Pressluftschleifmaschine oder Handbohrmaschine wurde ebenfalls mitgeführt und durch den im Koffer verbauten Elektromaschinensatz angetrieben. Um nach getaner Arbeit aufräumen zu können, gab es einen Staubsauger. Das Gesamtgewicht betrug 4.920 kg. | - Der leichte Werkstattkraftwagen (Kfz. 305/107). - Innenansicht des Kfz. 305/107  |
| 305/108  | Werkstattkraftwagen für Waffen und Elektrik               | Beim Kfz. 305/108 wurden sechs Werkbänke mit Schubfächern und verschiedenem Zubehör verbaut. Da dieses Fahrzeug für Waffen und Elektrik vorgesehen war, befanden sich im Koffer zusätzlich noch ein großer und kleiner Waffenreinigungskasten und Zubehör zur Waffenbefüllung wie Trommelfüllgeräte oder Kurbelfüller. Für Abwurfwaffen gab es ein Bombenzielprüfgerät und je ein Zielprüfgerät für die verschiedenen Waffenkaliber wie 7,9 mm, 15 mm oder 20 mm. Für den elektrischen Prüfteil gab es ein Feldprüfgerät für Fahrten- und Höhenmesser und ein Prüfgerät für die Temperatur-Vorratsmessanlage. Elektrische Leitungsverbinder, ein Zündleitungsprüfgerät und ein Prüf- und Instandsetzungswerkzeug für elektrische Bosch-Geräte komplettierten den Arbeitsplatz. Verschiedene Werkzeuge wurden in den Schubfächern gelagert. Das Gesamtgewicht betrug 4.779 kg.                                                                          | - Der leichte Werkstattkraftwagen (Kfz. 305/108). - Innenansicht des Kfz. 305/108. |
| 305/109  | Werkstattkraftwagen für mechanische Werkstatt I           | Das Kfz. 305/109 besaß drei Werkbänke mit Zubehör. Auf der rechten Seite nahm eine Säulenbohrmaschine mit einer Drehbank den Platz ein. Verschiedene Mess- und Werkzeuge fanden in den Schubfächern Platz. Die Werkstattausrüstung wog 1.333 kg und das Gesamtgewicht betrug 4.972 kg. | - Der schwere Werkstattkraftwagen (305/109) - Innenansicht des Kfz 305/109         |
| 305/110  | Werkstattkraftwagen für mechanische Werkstatt II          | Auf der linken Seite im Fahrzeug wurde eine Werkbank mit Zubehör und einem Prismenschraubstock verbaut. Auf der linken Seite gab es eine Universal-Fräsmaschine und eine Bohrmaschine mit Ständer und 23 mm Bohrleistung. Ein Werkzeugschrank mit Messwerkzeug, Feilen, Schaber, Spiralbohrer und Maulschlüssel und einer Tuschierplatte füllte den Platz auf der rechten Seite. Die Werkstattausrüstung wog 1.169 kg und das Gesamtgewicht betrug 4.830 kg. | - Der schwere Werkstattkraftwagen (305/110). - Innenansicht des Kfz. 305/110       |
| 305/111  | Werkstattkraftwagen für Schlosser, Schweißer und Schmiede | Das Kfz. 305/111 hatte drei Werkbänke im LC-Koffer, jeweils eine auf der rechten und linken Seite sowie eine an der Stirnseite des Koffers. Darin befanden sich Zubehörteile und Werkzeuge für die Schlosser, Schweißer und Schmiede. Auf jeder Werkbank war ein Schraubstock angebracht. An der linken Wand befanden sich zwei Vorschlaghämmer in speziellen Halterungen. Links neben der Werkbank stand ein Azetylen-Entwickler mit zwei Sauerstoffflaschen mit je 27 Liter. Direkt daneben stand ein Schweißertisch mit Schamottesteinen. Gegenüber auf der rechten Seite, rechts der Werkbank, befand sich ein Amboss mit Untersatz. Auf der Werkbank an der Stirnseite war zusätzlich eine Bohrmaschine mit Ständer angebracht. Die Werkstattausrüstung wog 1.187 kg und das Gesamtgewicht betrug 4.849 kg. | - Der schwere Werkstattkraftwagen (305/111). - Innenansicht des Kfz. 305/111.      |
| 305/112  | Werkstattkraftwagen für Klempner I                        | Der Werkstattkraftwagen für Klempner I hatte drei Werkbänke mit verschiedenem Zubehör im Kofferaufbau. Jede Werkbank war mit einem Schraubstock ausgestattet. Um Klempnerarbeiten durchführen zu können, gab es verschiedene Werkzeuge wie eine Knabbermaschine, eine Trumschere oder auch zwei Pressluftbohrmaschinen. Auf der linken Seite befand sich ein kleiner Nietglühofen und es wurden verschiedene Werkzeugkästen mitgeführt für Flugzeugklempner oder Flugzeugmetaller. Auf der rechten Seite gab es Platz für eine Blechprofilpresse und eine Sickenmaschine. Verschiedene Zangen komplettierten die Ausrüstung für die Klempner. Die Werkstattausrüstung wog 1.205 kg und das Gesamtgewicht betrug 4.859 kg. | - Der schwere Werkstattkraftwagen (305/112). - Innenansicht des Kfz. 305/112.      |
| 305/113  | Werkstattkraftwagen für Klempner II                       | Die zweite Variante des Kraftfahrzeuges für Klempner besaß ebenfalls drei Werkbänke mit Zubehör. Auch dieses Fahrzeug hatte eine Blechprofilpresse, eine Sickenmaschine und einen Nietglühofen im Koffer. Auf der linken Seite befand sich eine Rundbiegemaschine, auf der rechten Seite eine Abkantbank. Ebenfalls gab es Werkzeugkästen für Flugzeugklempner, Flugzeugmetaller und speziell für Plexiglas. Allerdings hatte das Kfz. 305/113 vier Ambosse mit dabei. Die Werkstattausrüstung wog 1.390 kg und das Gesamtgewicht betrug 5.033 kg. | - Der schwere Werkstattkraftwagen (305/113). - Innenansicht des Kfz. 305/113.      |
| 305/114  | Werkstattkraftwagen für Hydraulik und Schlosser           | Im LC-Koffer gab es eine Hobelbank, einen Bogen-Kompressor, eine Nähmaschine, einen Prüfersatz F, D und E, jeweils zwei Werkzeugkästen für Flugzeugsattler, Flugzeugtischler und Flugzeugmaler, eine Baumsäge und eine Gehrungssäge. Die Werkstattausrüstung wog 830 kg und das Gesamtgewicht betrug 4.484 kg. | - Der schwere Werkstattkraftwagen (305/114). - Innenansicht des Kfz. 305/114.      |
| 305/115  | Werkstattkraftwagen für Tischler, Maler und Sattler       | Im LC-Koffer gab es fünf Werkbänke mit Zubehör, jeweils zwei Werkzeugkästen für Flugzeugfeinmechaniker, Flugzeugelektriker, Flugzeugschlosser, Flugzeugmechaniker, zwei Pressluftschläuche für Kompressor, eine elektrische Bohrmaschine, ein Störsuchgerät für hydraulische Anlagen, ein Lötwerkzeug, eine Bördeleinrichtung, einen Kompressor, zwei Nogra-Fettpressen, mehrere Abwaschwannen, Gabelschlüssel, Ring- und Hakenschlüssel, Steckschlüssel, Spiralbohrer und Reibahlen. Die Werkstattausrüstung wog 1.186 kg und das Gesamtgewicht betrug 4.894 kg. | - Der schwere Werkstattkraftwagen (305/115). - Innenansicht des Kfz. 305/115.      |
| 305/117  | Kraftfahrzeugwerkstattkraftwagen                          | Im LC-Koffer gab es vier Werkbänke mit Zubehör, einen Azetylen-Gasentwickler, einen Schweißtisch, ein Schweißgerät (komplett), eine Gebirgsfeldschmiede, eine Schleifmaschine, einen EHWE-Schleifer, eine elektrische Bohrmaschine mit Ständer, Werkzeug für Schweißer und Schmied, einen Amboss, zwei Sauerstoffflaschen mit 27 Liter und vier Schraubstöcke. Die Werkstattausrüstung wog 1.259 kg und das Gesamtgewicht betrug 4.845 kg. | - Der Werkstattkraftwagen (305/117). - Innenansicht des Kfz. 305/117.              |
| 305/118  | Kraftfahrzeugwerkstatt                                    | Im Hauptzweck diente das Fahrzeug zur Erhaltung der Einsatzbereitschaft von Kraftfahrzeugen eines Feldwerft-Verbandes (mot.) für Motor, Fahrgestell und elektrische Anlagen. Im LC-Koffer gab es vier Werkbänke mit Zubehör, eine Drehbank, eine Ventilschleifmaschine, ein Isolationsprüfgerät Jkb, eine Nogra-Fettpresse, einen Satz Heizschellen, ein Bosch-Sandstrahlgebläse, ein Sturzprüfgerät S 614, einen Zellenprüfer mit Messuhr, einen Säureprüfer, ein Bosch-Zündzeitpunktkontrollgerät, eine Vorderachs-Prüfvorrichtung, ein Lötwerkzeug, mehrere Sprengringzangen, Kolbenringspannbänder, Messwerkzeuge und Gewindeschneidwerkzeuge, eine Hebelblechschere und vier Abwaschwannen. Die Werkstattausrüstung wog 1.315 kg und das Gesamtgewicht betrug 5.013 kg. | - Der schwere Werkstattkraftwagen (305/118). - Innenansicht des Kfz. 305/118.      |
| 305/119  | Lagerkraftwagen                                           | Im Hauptzweck diente das Fahrzeug im Kraftwagen-Werkstattzug einer Feldwerft-Abteilung (mot.) zur Instandsetzung von Kraftfahrzeugen, in dem Ersatzteile und Halbzeuge mitgeführt wurden. Im LC-Koffer gab es fünf Schränke, zwei Regale, eine Nähmaschine für Sattler, ein Gestell für Stangenmaterial und einen Klappstuhl. Die Ausrüstung wog 1.201 kg und das Gesamtgewicht betrug 4.850 kg. | - Der Lagerkraftwagen (Kfz. 305/119). - Innenansicht des Kfz. 305/119.             |

### Kfz. 305/120 bis 305/124
Die Fahrzeugnummern Kfz. 305/120 bis 305/124 dienten im Hauptzweck als Geräte- oder Mannschaftswagen zur Unterstützung von anderen Fahrzeugen. Viele der unten aufgezählten Fahrzeuge wurden in der Vorschrift L. Dv. 783, Ausrüstungsverzeichnis und Beladeplan erwähnt. Fast alle Fahrzeuge hatten dabei auch eine identische Grundausstattung an Material wie das Kochgerät 15 mit einer Schutzhülle. Da die Ausrüstung nicht durch den Fahrzeugstrom betrieben werden durfte, hatte auch jedes Fahrzeug einen eigenen Elektromaschinensatz für die Beleuchtung und Geräte. Um einen Reibungslosen und Fehlerfreien Betrieb zu ermöglichen, wurden auch verschiedene Vorschriften mitgeführt. Zum einen die Vorschrift zum Fahrzeug und Fahrgestell, eine Vorschrift zum LC-Koffer und einzelne Vorschriften zu den eingebauten Geräten. Für einen Betrieb während der Dunkelheit sicherstellen zu können gab es immer auch den Beleuchtungskasten Fu. 51 mit zwei Laternen. Für die Reparatur vom Kfz. gab es immer eine Werkzeugtasche mit verschiedensten Werkzeugen. Um sich im Gelände orientieren zu können, hatten die Fahrzeuge einen Marschkompass dabei. Ein Verbandkasten war ebenfalls in jedem LC-Koffer verbaut. Das Dach in dieser Ausführung hatte eine Dachgalerie mit Plane und Spriegeln.
| Kfz.-Nr. | Bezeichnung                 | Bemerkung | Bild                                                                           |
| -------- | --------------------------- | --- | ------------------------------------------------------------------------------ |
| 305/120  | Mannschaftswagen            | Im Hauptzweck diente das Fahrzeug beim Instandsetzungsdienst zum Transport von Personal und Material des Instandsetzungsdienstes. Im LC-Koffer gab es zwei 50-cm-Handsägen, zwei Holzäxte, zwei Schrotsägen, einen Gerätekasten mit Werkzeug für Stein- und Erdarbeiten, acht Kreuzhacken, sechs Spaten, einen Flaschenzug mit 3,4 t Tragfähigkeit, einen Kettenflaschenzug mit 3 t Tragfähigkeit, vier Hartholzkeile, sechs Hartholzunterlegplatten, eine Kabeltrommel mit 50 m Gummikabel, zwei Kantenreiter, einen Handfeuerlöscher „Tatra“, eine Kübelspritze mit D-Druckschlauch und Strahlrohr, einen Gerätekasten für Sprenggerät, einen Glühzündapparat 37, drei Ladestöcke, zwei Kurbeln für Trommeln mit Sprengkabel, ein Signalhorn, zwei 100 m lange Sprengkabel, vier Steinmeißelbohrer, zwei Trommeln mit Doppelsprengkabel, zwei Trommeln mit Sprengkabel, zwei Werkzeugtaschen, jeweils drei Gashandschuhe (Paar), Gasjacken, Gashosen und Gasstiefel (Paar), einen Gerätekasten mit Gasschutzsatz, zwei Sauerstoffschutzgeräten, zwei Spürbüchsen, einem Spürfähnchen, einen Luftschutzverbandkasten, einer Sicherheitslampe mit blauer Vorsatzscheibe, zwei 25 m langen und ein 6 m langes Hanfseil. | - Der Mannschaftswagen (305/120). - Innenansicht des Kfz. 305/120.             |
| 305/121  | Gerätwagen                  | Im Hauptzweck diente das Fahrzeug beim Instandsetzungsdienst zum Transport von Material des Instandsetzungsdienstes. Im LC-Koffer gab es einen Gerätekasten für Messwerkzeug und Werkzeug für Holzbearbeitung, zwei 2 m lange Messstäbe, eine 20 m lange Trassierleine, einen Zimmermannsstahlwinkel, eine 30 cm lange Baumsäge, ein Breitbeil, zwei Drexel, einen Bohrer (?), eine 50 m lange Handsäge, zwei Holzäxte, 24 Holzbohrer in verschiedenen Größen, vier Klauenbeile, eine 1 m lange Kraftsäge, zwei Schlegel, zwei Schrotsägen, eine 70 cm lange Spannsäge, eine Stichaxt, eine 30 cm lange Stichsäge, zwei elektrische Bohrmaschinen, zwei Drahtscheren, einen Gerätekasten mit Werkzeug zur Stahlbearbeitung, einen 1,5 kg schweren Kaltschrotmeißel, zwei 6 kg schwere Vorschlaghämmer, zwei Brechstangen, eine Doppelspitzhacke, zwei Elektrobohrhämmer für 220 V, einen Gerätekasten mit Werkzeug für Stein- und Erdarbeiten, drei Kreuzhacken, vier Sandschaufeln, acht Spaten, drei Steingabeln, zwei Bockwinden, einen Flaschenzug für 3,4 t, sieben Drahtseile in verschiedenen Längen, vier Ketten in verschiedenen Längen, zwei 20 m lange Hanfseile, drei Gerätetafeln, ein Brennschneidgerät, einen 11-l-Eimer, acht Hartholzunterlegplatten, acht Hartholzkeile, vier Kabeltrommeln mit 50 m Gummikabel, zwei 5-l-Kanister, einen 20-l-Kanister, zwei Rollbrechstangen, sechs Stahlrollen, vier Steckleitern, einen benzin-elektrischen Stromerzeuger mit 1,5 kW, 220 V, einen Transformator 100–500/220 V, einen Tellerbohrer, einen Bolzenschneider, zehn Magnesium-Starklichfackeln, zwei Sturmlaternen für Kerzen, drei Ständer für Scheinwerfer. | - Der Gerätwagen (305/121). - Innenansicht des Kfz. 305/121.                   |
| 305/122  | Entgiftungskraftwagen       | Im Hauptzweck diente das Fahrzeug mit Troganhänger zum Entgiften und Desinfizieren von Mensch und Material. Im LC-Koffer befanden sich acht 15 m lange C-Schläuche, ein Handfeuerlöscher, eine Kübelspritze mit D-Druckschlauch und Strahlrohr, ein Schaumbildnerbehälter, zwei verschiedene Schlüssel für Hydranten, ein Standrohr mit B-Ausläufen, zwei C-Strahlrohre mit Sondermundstück, zwei Übergangsstücke für B- auf C-Schläuche, ein Luftschutz-Verbandkasten, sechs 50-kg-Trommeln, zehn Gashandschuhe (Paare), zehn Gashosen, zehn Gasjacken, zehn Gasstiefel (Paare), ein Gasspürkasten, zwei Blecheimer, zwei Gießkannen mit Brause, zwei Schubkarren, zwei Steckleitern, zwei Anstreichbürsten, zwei Anstreichpinsel, ein kurzer Armeespaten, vier Besen, zwei Feuerwehräxte, sechs Handkellen, eine Kreuzhacke, zwei Rechen, zwei Schaufeln, eine Schrotsäge mit Griffen, zwei lange Spaten und neun Handlampen. | - Der Entgiftungskraftwagen (305/122). - Innenansicht des Kfz. 305/122.        |
| 305/123  | Entgiftungsgerätekraftwagen | Im Hauptzweck diente das Fahrzeug mit Entgiftungsgeräteanhänger zum Transport der Ausrüstung zum Entgiften und Desinfizieren von Mensch und Material. Im LC-Koffer ein Handfeuerlöscher, zwei Schaumgeräte, je fünf Mal 6,25 l denaturierter Spiritus, 1,25 kg Kaliumhydroxid und 2,5 kg Natriumthiosulfat, je 50 mal Gashandschuhe (Paar), Gashose (kurz), Gasjacke (lang), Gasstiefel (Paar), zehn Gasspürkästen, 20 Spürfähnchen, zehn Spürbüchsen, einmal 50 kg Spürpulver, zwei Instandsetzungskästen für Gasbekleidung, sechs Schubkarren (zwei auf Dach, vier auf Anhänger), sechs Anstreichbürsten, acht Anstreichpinsel, zwei Armeespaten, zwei Spaten, zwei Feuerwehräxte, 20 Handkellen, eine Kreuzhacke, zwei Handlampen und 20 Ersatzbatterien. | - Der Entgiftungsgerätekraftwagen (305/123). - Innenansicht des Kfz. 305/123.  |
| 305/124  | Pressluftgerätkraftwagen    | Im Hauptzweck diente das Fahrzeug beim Instandsetzungsdienst zur Erzeugung von Pressluft für sämtliche Wartungsarbeiten. Im LC-Koffer befanden sich mehrere Bohrer, verschiedene Schläuche, verschiedene Meißel, mehrere Einheitskanister und verschiedene Werkzeuge. | - Der Pressluftgerätkraftwagen (Kfz. 305/124) - Innenansicht des Kfz. 305/124. |

### Kfz. 305/125 bis 305/129
Die Fahrzeugnummern Kfz. 305/125 bis 305/129 dienten im Hauptzweck als Unterstützungsfahrzeuge auf Flugplätzen.
| Kfz.-Nr. | Bezeichnung            | Bemerkung | Bild                                                                    |
| -------- | ---------------------- | --- | ----------------------------------------------------------------------- |
| 305/125  | Flugbetriebskraftwagen | |                                                                         |
| 305/126  | Startkraftwagen        | |                                                                         |
| 305/128  | Kraftfahrspritze KS 8  | Vor Mai 1943 hatte die Kraftfahrspritze KS 8 (Bauart 1941) noch die Kfz. Nummer 305/108. Ab Mai 1943, mit Einführung des Werkstatt-Kraftwagens für Waffen und Elektrik, wurde die Nummer auf 128 geändert. Im Hauptzweck diente das Fahrzeug auf den Flugplätzen zur Sicherung von Flugzeugen und Löschung von Bränden, sowie Transport von Material zur Feuerbekämpfung. Im LC-Koffer wurden verschiedene Druckschläuche zur Brandbekämpfung mitgeführt (28 Stück). Zwölf Schaumgeräte, eine Kübelspritze und ein Handfeuerlöscher im Fahrerraum erweiterten die Möglichkeiten der Brandbekämpfung. Um mit den Schläuchen arbeiten zu können, wurden auch vier Strahlrohre mitgeführt. Um Verletzte aus Flugzeugen schnell abtransportieren zu können, wurde eine zusammenklappbare Krankentrage mitgeführt. Auch Material zur Gasabwehr bei entstehenden Bränden wurde im LC-Koffer untergebracht, darunter unter anderem vier komplette Gasschutzanzüge, zwei Sauerstoffschutzgeräte und eine Spürbüchse. Werkzeug für das Fahrzeug oder zum Schanzen wurde ebenfalls mitgeführt. Das Dach in dieser Ausführung hatte eine Dachgalerie mit Plane und Spriegeln. | - Die Kraftfahrspritze KS 8 (305/128). - Innenansicht des Kfz. 305/128. |

### Kfz. 305/130 bis 305/137
Die Fahrzeugnummern Kfz. 305/130 bis 305/137 dienten im Hauptzweck zur Erhaltung der Einsatzbereitschaft von Flugmotoren in entfernten Gebieten, in denen die werkstattmäßige Ausrüstung eines Feld-Flugbetriebes nicht mehr vorhanden, beziehungsweise zerstört ist sowie als Werkstatt-Wagen für Waffen und Gerät. Standardmäßig hatten alle Fahrzeuge mehrere Werkbänke mit Zubehör und spezielle Werkzeugkästen im LC-Koffer, je nach Art und Weise der Nutzung. Zur Stromerzeugung hatte jedes Fahrzeug einen elektrischen Maschinensatz 3 kVA. Das Dach in dieser Ausführung war ein Laufgangdach mit erhöhtem Mittelteil und kleinen seitlichen Fenstern.
| Kfz.-Nr. | Bezeichnung                                   | Bemerkung | Bild                                                                              |
| -------- | --------------------------------------------- | --- | --------------------------------------------------------------------------------- |
| 305/130  | Werkstattkraftwagen für Abwurfwaffen          | Im Hauptzweck gehörte das Fahrzeug zum Waffenprüfzug einer schweren Feldwerft-Abteilung (Flugwerk-Werft) des Feldwerft Verbandes (mot.). Im LC-Koffer gab es mehrere Zündstrombatterien, Ladevorrichtungen, Anschlußkontakte, Rückmeldekontakte, Zündstromleitungen, Drehschlagmagnete, Zündschalter, Auslösekästen, Blind- und Scharfeinstellungen, LPE-Zündleitungsprüfeinrichtungen, mehrere Abwurfwaffen, Vorratskästen Kuvi und B. Z. G., Abwaschwannen und Spezialwerkzeuge. Die Werkstattausrüstung wog 1.036 kg und das Gesamtgewicht betrug 4.950 kg. | - Der Lager und Navigationskraftwagen (305/130). - Innenansicht des Kfz. 305/130. |
| 305/131  | Werkstattkraftwagen für Bordwaffen            | Im Hauptzweck gehörte das Fahrzeug zum Waffenprüfzug einer schweren Feldwerft-Abteilung (Flugwerk-Werft) des Feldwerft Verbandes (mot.). Im LC-Koffer gab es mehrere Patronenlehren, Spulvorrichtungen, Abfeuergeschütz-Knüppelgriffe, Patronenkasten-Visierlager, Verzögerungsschütz-Knüppelgriffe, Ziellinienprüfer, Hülsensäcke, Zubehör und Vorratsteile für MG 13 und Spezialwerkzeuge. Die Werkstattausrüstung wog 1.130 kg und das Gesamtgewicht betrug 5.012 kg.                                                                                       | - Der Werkstattkraftwagen (305/131). - Innenansicht des Kfz. 305/131.             |
| 305/132  | Waffenwerkstattkraftwagen                     | Im Hauptzweck gehörte das Fahrzeug zum Waffenprüfzug einer schweren Feldwerft-Abteilung (Flugwerk-Werft) des Feldwerft Verbandes (mot.). Im LC-Koffer gab es einen Azetylen-Gasentwickler, eine Ständerbohrmaschine, ein Schweißgerät, einen Schweißtisch, eine Drehbank mit Zubehör, einen Doppelschleifbock, zwei Sauerstoffflaschen 27 l und Spezialwerkzeuge. Die Werkstattausrüstung wog 1.363 kg und das Gesamtgewicht betrug 5.003 kg. | - Der Werkstattkraftwagen (305/132). - Innenansicht des Kfz. 305/132.             |
| 305/135  | Werkstattkraftwagen für Mechanische Werkstatt | Im Hauptzweck diente das Fahrzeug im Motor-Werkstatt-Zug des Feldwerft-Verbandes (mot.). Im LC-Koffer gab es eine Drehbank, ein Bremsfüllgerät, ein Zündkerzenprüfgerät, eine Umfüllpumpe für Schmierstoffe, eine Bohrmaschine, eine Ventilsitzschleifvorrichtung, eine Doppelschleifmaschine, eine Niles-Schleifmaschine, drei Pressluftausblaspistolen, eine elektrische Handbohrmaschine, einen Prüfersatz D und F, eine Diamant-Abdrehvorrichtung. Die Werkstattausrüstung wog 1.542 kg und das Gesamtgewicht betrug 5.188 kg.                             | - Der Werkstattkraftwagen (305/135).                                              |
| 305/136  | Motorwerkstattkraftwagen                      | Im Hauptzweck diente das Fahrzeug im Motor-Werkstatt-Zug des Feldwerft-Verbandes (mot.). Im LC-Koffer ein Sandstrahlgebläse, eine Federprüfmaschine, eine 15-mm-Bohrmaschine, eine Ehwe-Schleifmaschine, ein Prüf- und Instandsetzungswerkzeug für elektrische Bosch-Geräte, ein elektrisches Zündzeitpunkt-Kontrollgerät, zwei Messkoffer und ein Satz Heizschellen. Die Werkstattausrüstung wog 1.160 kg und das Gesamtgewicht betrug 4.830 kg. | - Der Werkstattkraftwagen (305/136).                                              |
| 305/137  | Werkstattkraftwagen für Rüstschlosser         | Im Hauptzweck diente das Fahrzeug im Triebwerks-Montagezug des Feldwerft-Verbandes (mot.). Im LC-Koffer gab es drei Schraubstöcke, einen Azetylen-Abdruckentwickler, zwei Sauerstoffflaschen, einen Schweißertisch, einen Nietglühofen, einen Sprengnietkasten, ein Treibkissen, sieben Abwaschwannen, fünf Siebkörbe, zwei Presslufthämmer, mehrere Gabelschlüssel, Ring- und Hakenschlüssel, Spiralbohrer und Schneideisen. Die Werkstattausrüstung wog 1.239 kg und das Gesamtgewicht betrug 4.884 kg.                                                      | - Der Werkstattkraftwagen (305/137). - Innenansicht des Kfz. 305/137.             |

### Sonderfahrzeuge
Mit dem LC-Koffer wurden für die sogenannte Bodenanlage FR (kurz für: Bodenanlage Fernraketen) weitere Fahrzeuge gefertigt. Diese bekamen allerdings keine Nummer, sondern hatten interne Bezeichnungen. Die Dächer in diesen Ausführung war ein Laufgangdach mit erhöhtem Mittelteil und kleinen seitlichen Fenstern
| Pos.-Nr. | Bezeichnung          | Bemerkung | Bild                                                                                 |
| -------- | -------------------- | --- | ------------------------------------------------------------------------------------ |
| 107      | Prüfwagen I          | Der Prüfwagen I wurde bei verschiedenen Betankungsvorgängen benötigt. Vor dem Kofferaufbau befand sich ein Gerätekasten, in dem sich eine 19-polige Marinesteckdose und eine kleine Leiter befand. Auf dem Dach, neben dem Laufgang, befand sich die Halterung für die Nachtankvorrichtung und weitere kleine Kisten. Die Prüfwagen I besaßen alle einen eigenen Umformer. Die Grundfahrzeuge basierten auf den Opel Blitz 3,6-36 S. | - Prüfwagen I - Innenraum des Prüfwagen I (links) - Umformer im Prüfwagen I (Nr. 18) |
| 108      | Prüfwagen III        | Der Prüfwagen III wurde bei verschiedenen Betankungsvorgängen benötigt. Vor dem Kofferaufbau befand sich ein Gerätekasten in dem eine 19-polige Marinesteckdose und eine kleine Leiter. Auf dem Dach, neben dem Laufgang, befand sich die Halterung für die Nachtankvorrichtung und weitere kleine Kisten. Die Prüfwagen III besaßen keinen eigenen Umformer und wurden zusammen mit einem Steyr-Stromversorgungswagen (Pos. Nr. 105) genutzt. Die Grundfahrzeuge basierten auf den Opel Blitz 3,6-36 S.                                        | - Prüfwagen III - Innenraum des Prüfwagen III (rechts)                               |
| 201      | BS-Anlage 1          | Der Sonderwagen für BS-Anlage 1 war ein Sendewagen für die Brennschluss-Sendeanlage. Im Fahrzeug wurden mehrere Batteriekästen, Ladegleichrichter und ein Netzteile für Kommandosender mitgeführt. Es gab mehrere Kontrollfelder und Antennenanschlüsse für die Sendeanlage, sowie einen Umformer. Die Grundfahrzeuge basierten auf den Opel Blitz 3,6-3600 A. | - BS-Sendewagen                                                                      |
| 202      | BS-Anlage 2          | Der Sonderwagen für BS-Anlage 2 war ein Empfangswagen für die Brennschluss-Sendeanlage. Das Fahrzeug hatte über den Fahrerhaus eine Gepäckkiste in der auch ein Batteriekasten, ein Anschlusskasten und ein Schornstein für den Fahrzeugeigenen Ofen gelagert wurden. Im Fahrzeug wurden zudem mehrere Kabeltrommeln, Materialkisten und ein Kabelverlegewagen mitgeführt. Ein weiterer Unterschied zur BS-Anlage 1 war die eingebaute V0-Messanlage. Die Grundfahrzeuge basierten auf den Opel Blitz 3,6-3600 A.                               | - BS-Empfangswagen - Innenraum des Empfangswagen                                     |
| 205      | LS-Sende-Kw.         | Der LS-Sendekraftwagen (kurz: Leitstrahl) basierte auf dem Sonderkraftfahrzeug 3a (Sd. Kfz. 3a). Er diente als Leitstrahlwagen für die Raketen und an der Rückseite des Koffers ein Gebläse für einen Sender (rechts) und eines für die künstliche Antenne (links). Zusätzlich viele Kontrolleinrichtungen für den Leitstrahlflug und Zubehör. Um Hochfrequenz (HF) und Niederfrequenz (NF) voneinander zu trennen befanden sich beide in separaten, abklappbaren Wannen. Zusätzlich wurde vom Sendekraftwagen ein LS-Kontrollanhänger gezogen. | - LS-Sendekraftwagen - Rückansicht des Sendekraftwagen                               |
| 206      | LS-Geräte-Kw.        | Der LS-Gerätekraftwagen (kurz: Leitstrahl) basierte auf dem Sonderkraftfahrzeug 3a (Sd. Kfz. 3a). Dieses Fahrzeug diente dem LS-Sendekraftwagen als Gerätewagen und im Innenraum zwei große Kabeltrommeln, sowie weitere Vorrats- und Werkzeugkästen. Zusätzlich wurden vom Gerätekraftwagen zwei LS-Antennenanhänger gezogen. | - LS-Gerätekraftwagen - Innenraum des Gerätekraftwagen                               |
| 305      | Vorratsteilewagen I  | Im Ersatzteilwagen für die Fernraketen wurden verschiedene Kisten mit Zubehör und Ersatzteilen für die Fahrzeuge und Raketen mitgeführt. Die Fahrzeuge basierten auf den Opel Blitz 3,6-3600 A. | - Vorratsteilewagen I - Innenraum des Vorratsteilewagen I                            |
| 501      | Prüfwagen II         | Der Prüfwagen II diente zum Prüfen der elektrischen Steuereinrichtungen beim Aggregat 4 und führte verschiedene Schaltkästen und Prüfgeräte mit. Die Fahrzeuge basierten auf den Opel Blitz 3,6-3600 A. | - Prüfwagen II - Innenraum des Prüfwagen II                                          |
| 502      | Kabelwagen II        | Der Kabelwagen II transportierte verschiedene Kabel und Kabeltrommeln und besaß eine Einheitswerkbank mit Werkzeugschubkästen sowie ein Beleuchtungsgerät. Auch wurde eine Handbohrmaschine mit Bohrständer eingebaut. Die Fahrzeuge basierten auf den Opel Blitz 3,6-3600 A. | - Kabelwagen II - Innenraum des Kabelwagen II                                        |
| 503      | Vorratsteilwagen II  | Der Vorratsteilwagen II war für den Transport von elektrischen Ersatzteilen vorgesehen und besaß mehrere Regale mit Kisten für die Ersatzteile und Zubehör. Die Fahrzeuge basierten auf den Opel Blitz 3,6-3600 A. | - Vorratsteilewagen II - Innenraum des Vorratsteilewagen II                          |
| 510      | Vorratsteilwagen III | Der Vorratsteilwagen III war für den Transport von Vorrats- und Ersatzteilen für die Fernraketen vorgesehen und besaß mehrere Regale mit Kisten in Regalen. Die Fahrzeuge basierten auf den Opel Blitz 3,6-3600 A. | - Vorratsteilewagen III - Innenraum des Vorratsteilewagen III                        |

## Verbleib

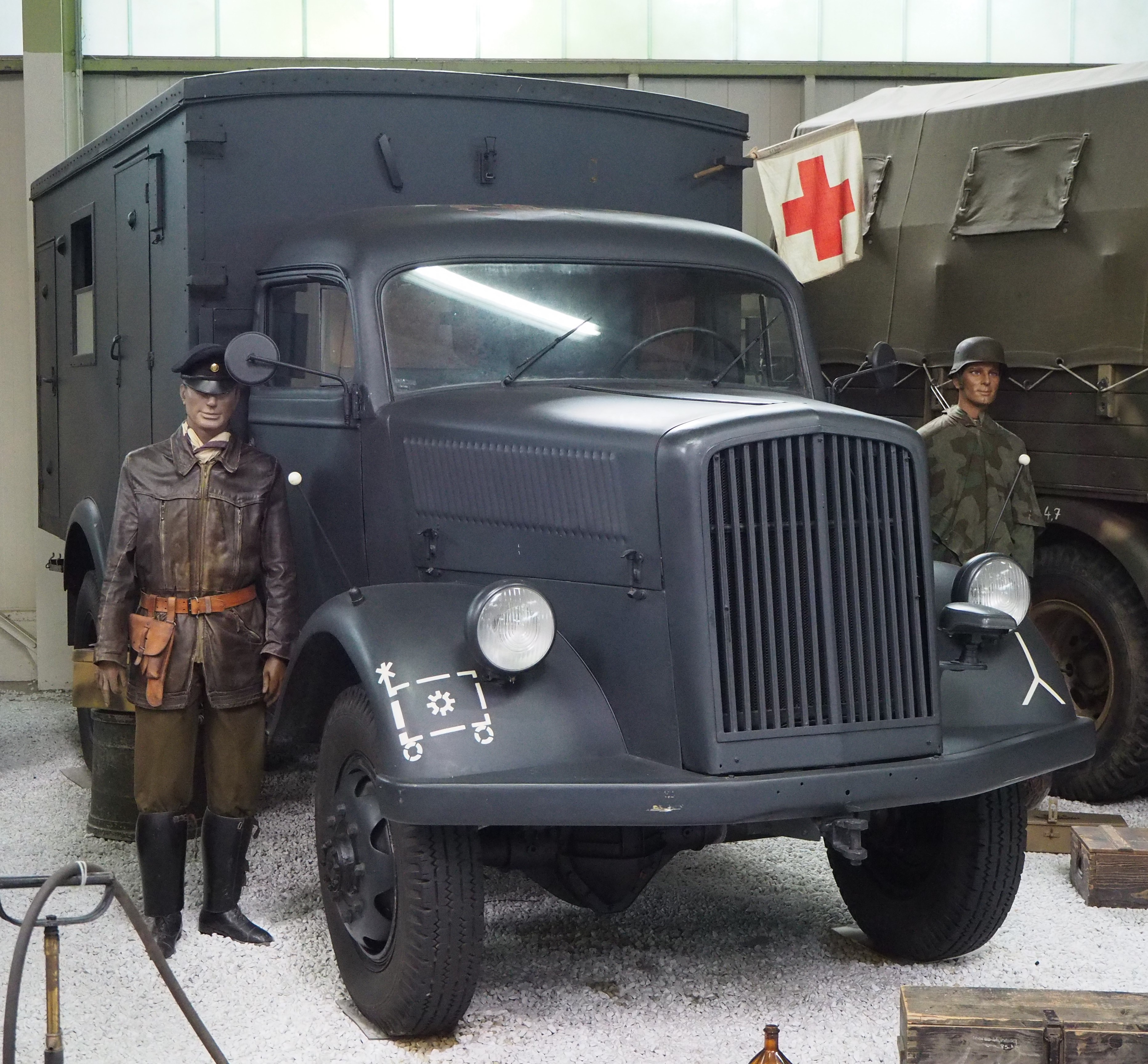
Kfz. 305 im Technik-Museum Sinsheim

- Im Technik-Museum Sinsheim befindet sich ein Kfz. 305. Allerdings kann hier nicht genau gesagt werden, um was für eine Version es sich handelt, da im Innenraum nicht mehr viel erkennbar ist.
- In der privaten Sammlung des Tschechen Milan Toupalik befindet sich ebenfalls ein Kfz. 305.